# Mistrzostwa Świata w Piłce Nożnej 2010 (składy)
Artykuł grupuje składy wszystkich reprezentacji narodowych w piłce nożnej, które wystąpiły podczas Mistrzostw Świata w Piłce Nożnej w RPA w dniach od 11 czerwca do 11 lipca 2010 roku.
- Przynależność klubowa na koniec sezonu 2009/2010.
- Wiek zawodnika aktualny na dzień rozpoczęcia mistrzostw.
- Liczba występów i goli podana do dnia rozpoczęcia mistrzostw (źródło: National-Football-Teams.com).
- Zawodnicy oznaczeni literą k to kapitanowie reprezentacji.
- Legenda:
Pozycje na boisku:
BR – bramkarz
OB – obrońca
PM – pomocnik
NP – napastnik

## Grupa A

### Południowa Afryka
Trener:  Carlos Alberto Parreira (ur. 27 lutego 1943)
| Nr | Pozycja | Zawodnik               | Data urodzenia (wiek)     | Mecze | Bramki | Klub              |
| -- | ------- | ---------------------- | ------------------------- | ----- | ------ | ----------------- |
| 1  | BR      | Moeneeb Josephs        | 19 maja 1980 (30)         | 17    | 0      | Orlando Pirates   |
| 2  | OB      | Siboniso Gaxa          | 6 kwietnia 1984 (26)      | 37    | 0      | Mamelodi Sundowns |
| 3  | OB      | Tsepo Masilela         | 5 maja 1985 (25)          | 30    | 0      | Maccabi Hajfa     |
| 4  | OB      | Aaron Mokoena (k)      | 25 listopada 1980 (29)    | 100   | 1      | Portsmouth FC     |
| 5  | OB      | Anele Ngcongca         | 20 października 1987 (22) | 6     | 0      | KRC Genk          |
| 6  | PM      | MacBeth Sibaya         | 25 listopada 1977 (32)    | 58    | 0      | Rubin Kazań       |
| 7  | PM      | Lance Davids           | 11 kwietnia 1985 (25)     | 24    | 0      | Ajax Kapsztad     |
| 8  | PM      | Siphiwe Tshabalala     | 25 września 1984 (25)     | 48    | 6      | Kaizer Chiefs     |
| 9  | NP      | Katlego Mphela         | 29 listopada 1984 (25)    | 33    | 15     | Mamelodi Sundowns |
| 10 | PM      | Steven Pienaar         | 17 marca 1982 (28)        | 49    | 2      | Everton FC        |
| 11 | PM      | Teko Modise            | 22 grudnia 1982 (27)      | 52    | 10     | Orlando Pirates   |
| 12 | PM      | Reneilwe Letsholonyane | 9 czerwca 1982 (28)       | 14    | 1      | Kaizer Chiefs     |
| 13 | PM      | Kagiso Dikgacoi        | 24 listopada 1984 (25)    | 35    | 2      | Fulham FC         |
| 14 | OB      | Matthew Booth          | 14 marca 1977 (33)        | 28    | 1      | Mamelodi Sundowns |
| 15 | OB      | Lucas Thwala           | 19 października 1981 (28) | 25    | 1      | Orlando Pirates   |
| 16 | BR      | Itumeleng Khune        | 20 czerwca 1987 (22)      | 28    | 0      | Kaizer Chiefs     |
| 17 | NP      | Bernard Parker         | 16 marca 1986 (24)        | 28    | 9      | FC Twente         |
| 18 | NP      | Siyabonga Nomvethe     | 2 grudnia 1977 (32)       | 77    | 16     | Moroka Swallows   |
| 19 | PM      | Surprise Moriri        | 20 marca 1980 (30)        | 33    | 5      | Mamelodi Sundowns |
| 20 | OB      | Bongani Khumalo        | 6 stycznia 1987 (23)      | 15    | 0      | Supersport United |
| 21 | OB      | Siyabonga Sangweni     | 29 września 1981 (28)     | 9     | 1      | Golden Arrows     |
| 22 | BR      | Shu-Aib Walters        | 26 grudnia 1981 (28)      | 0     | 0      | Maritzburg United |
| 23 | PM      | Thanduyise Khuboni     | 23 maja 1986 (24)         | 8     | 0      | Golden Arrows     |

### Meksyk
Trener:  Javier Aguirre (ur. 1 grudnia 1958)
| Nr | Pozycja | Zawodnik            | Data urodzenia (wiek)     | Mecze | Bramki | Klub                |
| -- | ------- | ------------------- | ------------------------- | ----- | ------ | ------------------- |
| 1  | BR      | Óscar Pérez         | 1 lutego 1973 (37)        | 51    | 0      | Jaguares de Chiapas |
| 2  | OB      | Francisco Rodríguez | 20 października 1981 (28) | 48    | 1      | PSV Eindhoven       |
| 3  | OB      | Carlos Salcido      | 2 kwietnia 1980 (30)      | 73    | 6      | Fulham Londyn       |
| 4  | OB      | Rafael Márquez (k)  | 13 lutego 1979 (31)       | 90    | 10     | New York Red Bulls  |
| 5  | OB      | Ricardo Osorio      | 30 marca 1980 (30)        | 76    | 1      | Monterrey           |
| 6  | PM      | Gerardo Torrado     | 30 kwietnia 1979 (31)     | 115   | 6      | Cruz Azul           |
| 7  | NP      | Pablo Barrera       | 21 czerwca 1987 (22)      | 21    | 3      | UNAM                |
| 8  | PM      | Israel Castro       | 20 grudnia 1980 (29)      | 30    | 1      | UNAM                |
| 9  | NP      | Guillermo Franco    | 3 listopada 1976 (33)     | 21    | 7      | West Ham United     |
| 10 | NP      | Cuauhtémoc Blanco   | 17 stycznia 1973 (37)     | 116   | 38     | Veracruz            |
| 11 | NP      | Carlos Vela         | 1 marca 1989 (21)         | 28    | 9      | Arsenal F.C.        |
| 12 | OB      | Paul Aguilar        | 6 marca 1986 (24)         | 10    | 2      | Pachuca             |
| 13 | BR      | Guillermo Ochoa     | 13 lipca 1985 (24)        | 37    | 0      | Club América        |
| 14 | NP      | Javier Hernández    | 1 czerwca 1988 (22)       | 12    | 7      | Chivas Guadalajara  |
| 15 | OB      | Héctor Moreno       | 17 stycznia 1988 (22)     | 10    | 0      | AZ Alkmaar          |
| 16 | OB      | Efraín Juárez       | 22 lutego 1988 (22)       | 19    | 0      | UNAM                |
| 17 | NP      | Giovani dos Santos  | 11 maja 1989 (21)         | 26    | 5      | Galatasaray SK      |
| 18 | PM      | Andrés Guardado     | 28 września 1986 (23)     | 56    | 8      | Deportivo La Coruña |
| 19 | OB      | Jonny Magallón      | 21 listopada 1981 (28)    | 52    | 3      | Chivas Guadalajara  |
| 20 | PM      | Jorge Torres Nilo   | 16 stycznia 1988 (22)     | 8     | 0      | Atlas               |
| 21 | NP      | Adolfo Bautista     | 15 maja 1979 (31)         | 37    | 11     | Chivas Guadalajara  |
| 22 | NP      | Alberto Medina      | 29 maja 1983 (27)         | 56    | 6      | Chivas Guadalajara  |
| 23 | BR      | Luis Michel         | 21 lipca 1979 (30)        | 4     | 0      | Chivas Guadalajara  |

### Urugwaj
Trener:  Óscar Tabárez (ur. 3 marca 1947)
| Nr | Pozycja | Zawodnik            | Data urodzenia (wiek)     | Mecze | Bramki | Klub                 |
| -- | ------- | ------------------- | ------------------------- | ----- | ------ | -------------------- |
| 1  | BR      | Fernando Muslera    | 16 czerwca 1986 (23)      | 6     | 0      | S.S. Lazio           |
| 2  | OB      | Diego Lugano (k)    | 2 listopada 1980 (29)     | 42    | 4      | Fenerbahçe SK        |
| 3  | OB      | Diego Godín         | 16 lutego 1986 (24)       | 38    | 3      | Villarreal CF        |
| 4  | OB      | Jorge Fucile        | 19 listopada 1984 (25)    | 24    | 0      | FC Porto             |
| 5  | PM      | Walter Gargano      | 27 lipca 1984 (25)        | 28    | 0      | SSC Napoli           |
| 6  | OB      | Mauricio Victorino  | 11 sierpnia 1982 (27)     | 4     | 0      | Universidad de Chile |
| 7  | NP      | Edinson Cavani      | 14 lutego 1987 (23)       | 14    | 2      | US Palermo           |
| 8  | PM      | Sebastián Eguren    | 8 stycznia 1981 (29)      | 27    | 5      | AIK Fotboll          |
| 9  | NP      | Luis Suárez         | 24 stycznia 1987 (23)     | 30    | 10     | AFC Ajax             |
| 10 | NP      | Diego Forlán        | 19 maja 1979 (31)         | 62    | 24     | Atlético Madryt      |
| 11 | OB      | Álvaro Pereira      | 28 stycznia 1985 (25)     | 15    | 2      | FC Porto             |
| 12 | BR      | Juan Castillo       | 17 kwietnia 1978 (32)     | 11    | 0      | Deportivo Cali       |
| 13 | NP      | Sebastián Abreu     | 17 sierpnia 1976 (33)     | 56    | 27     | Botafogo             |
| 14 | PM      | Nicolás Lodeiro     | 21 marca 1989 (21)        | 4     | 0      | AFC Ajax             |
| 15 | PM      | Diego Pérez         | 18 maja 1980 (30)         | 50    | 0      | AS Monaco            |
| 16 | PM      | Maxi Pereira        | 8 czerwca 1984 (26)       | 37    | 0      | SL Benfica           |
| 17 | PM      | Egidio Arévalo      | 27 września 1982 (27)     | 6     | 0      | CA Peñarol           |
| 18 | PM      | Nacho González      | 14 maja 1982 (28)         | 17    | 1      | Valencia CF          |
| 19 | OB      | Andrés Scotti       | 14 grudnia 1974 (35)      | 26    | 1      | CSD Colo-Colo        |
| 20 | PM      | Álvaro Fernández    | 11 października 1985 (24) | 7     | 0      | Universidad de Chile |
| 21 | NP      | Sebastián Fernández | 23 maja 1985 (25)         | 6     | 0      | Banfield             |
| 22 | OB      | Martín Cáceres      | 7 kwietnia 1987 (23)      | 19    | 0      | Juventus F.C.        |
| 23 | BR      | Martín Silva        | 25 marca 1983 (27)        | 1     | 0      | Defensor Sporting    |

### Francja
Trener:  Raymond Domenech (ur. 24 stycznia 1952)
| Nr | Pozycja | Zawodnik            | Data urodzenia (wiek)  | Mecze | Bramki | Klub               |
| -- | ------- | ------------------- | ---------------------- | ----- | ------ | ------------------ |
| 1  | BR      | Hugo Lloris         | 26 grudnia 1986 (23)   | 11    | 0      | Olympique Lyon     |
| 2  | OB      | Bacary Sagna        | 14 lutego 1983 (27)    | 20    | 0      | Arsenal F.C.       |
| 3  | OB      | Éric Abidal         | 11 lipca 1979 (30)     | 48    | 0      | FC Barcelona       |
| 4  | OB      | Anthony Réveillère  | 10 listopada 1979 (30) | 6     | 0      | Olympique Lyon     |
| 5  | OB      | William Gallas      | 17 sierpnia 1977 (32)  | 81    | 5      | Arsenal F.C.       |
| 6  | OB      | Marc Planus         | 7 marca 1982 (28)      | 1     | 0      | Girondins Bordeaux |
| 7  | PM      | Franck Ribéry       | 7 kwietnia 1983 (27)   | 45    | 8      | Bayern Monachium   |
| 8  | PM      | Yoann Gourcuff      | 11 lipca 1986 (23)     | 20    | 1      | Girondins Bordeaux |
| 9  | NP      | Djibril Cissé       | 12 sierpnia 1981 (28)  | 39    | 9      | Panathinaikos AO   |
| 10 | NP      | Sidney Govou        | 27 lipca 1979 (30)     | 46    | 10     | Olympique Lyon     |
| 11 | NP      | André-Pierre Gignac | 12 maja 1985 (25)      | 13    | 4      | Toulouse FC        |
| 12 | NP      | Thierry Henry       | 17 sierpnia 1977 (32)  | 120   | 51     | New York Red Bulls |
| 13 | OB      | Patrice Evra (k)    | 15 maja 1981 (29)      | 30    | 0      | Manchester United  |
| 14 | PM      | Jérémy Toulalan     | 10 września 1983 (26)  | 34    | 0      | Olympique Lyon     |
| 15 | PM      | Florent Malouda     | 13 czerwca 1980 (29)   | 54    | 3      | Chelsea F.C.       |
| 16 | BR      | Steve Mandanda      | 28 marca 1985 (25)     | 13    | 0      | Olympique Marsylia |
| 17 | OB      | Sébastien Squillaci | 11 sierpnia 1980 (29)  | 20    | 0      | Sevilla FC         |
| 18 | PM      | Alou Diarra         | 15 lipca 1981 (28)     | 25    | 0      | Girondins Bordeaux |
| 19 | PM      | Abou Diaby          | 11 maja 1986 (24)      | 5     | 0      | Arsenal F.C.       |
| 20 | PM      | Mathieu Valbuena    | 28 września 1984 (25)  | 2     | 1      | Olympique Marsylia |
| 21 | NP      | Nicolas Anelka      | 14 marca 1979 (31)     | 66    | 13     | Chelsea F.C.       |
| 22 | OB      | Gaël Clichy         | 26 lipca 1985 (24)     | 4     | 0      | Arsenal F.C.       |
| 23 | BR      | Cédric Carrasso     | 30 grudnia 1981 (28)   | 0     | 0      | Girondins Bordeaux |

## Grupa B

### Argentyna
Trener:  Diego Maradona (ur. 30 października 1960)
| Nr | Pozycja | Zawodnik              | Data urodzenia (wiek) | Mecze | Bramki | Klub               |
| -- | ------- | --------------------- | --------------------- | ----- | ------ | ------------------ |
| 1  | BR      | Diego Pozo            | 16 lutego 1978 (32)   | 3     | 0      | Colón              |
| 2  | OB      | Martín Demichelis     | 20 grudnia 1980 (29)  | 25    | 1      | Bayern Monachium   |
| 3  | OB      | Clemente Rodríguez    | 31 lipca 1981 (28)    | 12    | 1      | Estudiantes        |
| 4  | OB      | Nicolás Burdisso      | 12 kwietnia 1981 (29) | 29    | 2      | AS Roma            |
| 5  | PM      | Mario Bolatti         | 17 lutego 1985 (25)   | 5     | 1      | ACF Fiorentina     |
| 6  | OB      | Gabriel Heinze        | 19 kwietnia 1978 (32) | 64    | 2      | Olympique Marsylia |
| 7  | PM      | Ángel Di María        | 14 lutego 1988 (22)   | 8     | 1      | SL Benfica         |
| 8  | PM      | Juan Sebastián Verón  | 9 marca 1975 (35)     | 70    | 9      | Estudiantes        |
| 9  | NP      | Gonzalo Higuaín       | 10 grudnia 1987 (22)  | 5     | 2      | Real Madryt        |
| 10 | NP      | Lionel Messi          | 24 czerwca 1987 (22)  | 44    | 13     | FC Barcelona       |
| 11 | NP      | Carlos Tévez          | 5 lutego 1984 (26)    | 52    | 9      | Manchester City    |
| 12 | OB      | Ariel Garcé           | 14 lipca 1979 (30)    | 4     | 0      | Colón              |
| 13 | OB      | Walter Samuel         | 23 marca 1978 (32)    | 53    | 5      | Inter Mediolan     |
| 14 | PM      | Javier Mascherano (k) | 8 czerwca 1984 (26)   | 57    | 2      | Liverpool FC       |
| 15 | OB      | Nicolás Otamendi      | 12 lutego 1988 (22)   | 7     | 0      | Vélez Sársfield    |
| 16 | NP      | Sergio Agüero         | 2 czerwca 1988 (22)   | 21    | 8      | Atlético Madryt    |
| 17 | PM      | Jonás Gutiérrez       | 5 lipca 1983 (26)     | 16    | 1      | Newcastle United   |
| 18 | NP      | Martín Palermo        | 7 listopada 1973 (36) | 14    | 8      | Boca Juniors       |
| 19 | NP      | Diego Milito          | 12 czerwca 1979 (30)  | 20    | 4      | Inter Mediolan     |
| 20 | PM      | Maxi Rodríguez        | 2 stycznia 1981 (29)  | 36    | 12     | Liverpool FC       |
| 21 | BR      | Mariano Andújar       | 30 lipca 1983 (26)    | 4     | 0      | Calcio Catania     |
| 22 | BR      | Sergio Romero         | 22 lutego 1987 (23)   | 6     | 0      | AZ Alkmaar         |
| 23 | PM      | Javier Pastore        | 20 czerwca 1989 (20)  | 1     | 0      | US Palermo         |

### Nigeria
Trener:  Lars Lagerbäck (ur. 16 lipca 1948)
| Nr | Pozycja | Zawodnik                   | Data urodzenia (wiek)                           | Mecze | Bramki | Klub                    |
| -- | ------- | -------------------------- | ----------------------------------------------- | ----- | ------ | ----------------------- |
| 1  | BR      | Vincent Enyeama            | 29 sierpnia 1982 (27)                           | 53    | 0      | Hapoel Tel Awiw         |
| 2  | OB      | Joseph Yobo                | 6 września 1980 (29)                            | 66    | 4      | Everton FC              |
| 3  | OB      | Taye Taiwo                 | 16 kwietnia 1985 (25)                           | 37    | 3      | Olympique Marsylia      |
| 4  | NP      | Nwankwo Kanu (k)           | 1 sierpnia 1976 (33)                            | 83    | 13     | Portsmouth FC           |
| 5  | OB      | Rabiu Afolabi              | 18 kwietnia 1980 (30)                           | 14    | 0      | Red Bull Salzburg       |
| 6  | OB      | Danny Shittu               | 2 września 1980 (29)                            | 25    | 0      | Bolton Wanderers        |
| 7  | NP      | John Utaka                 | 8 stycznia 1982 (28)                            | 43    | 6      | Portsmouth FC           |
| 8  | NP      | Yakubu Aiyegbeni           | 22 listopada 1982 (27)                          | 52    | 20     | Everton FC              |
| 9  | NP      | Obafemi Martins            | 28 października 1984 (25)                       | 31    | 17     | VfL Wolfsburg           |
| 10 | PM NP   | John Obi Mikel Brown Ideye | 22 kwietnia 1987 (23) 10 października 1988 (21) | 27 0  | 2 0    | Chelsea F.C. FC Sochaux |
| 11 | NP      | Peter Odemwingie           | 15 lipca 1981 (28)                              | 45    | 8      | Lokomotiw Moskwa        |
| 12 | PM      | Kalu Uche                  | 15 listopada 1982 (27)                          | 21    | 3      | UD Almería              |
| 13 | PM      | Ayila Yussuf               | 4 listopada 1984 (25)                           | 27    | 2      | Dynamo Kijów            |
| 14 | PM      | Sani Kaita                 | 2 maja 1986 (24)                                | 19    | 0      | Ałanija Władykaukaz     |
| 15 | PM      | Lukman Haruna              | 12 kwietnia 1990 (20)                           | 5     | 1      | AS Monaco               |
| 16 | BR      | Augustine Ejide            | 8 kwietnia 1984 (26)                            | 17    | 0      | Hapoel Petach Tikwa     |
| 17 | OB      | Chidi Odiah                | 17 grudnia 1983 (26)                            | 24    | 1      | CSKA Moskwa             |
| 18 | NP      | Victor Obinna              | 25 marca 1987 (23)                              | 32    | 11     | Málaga CF               |
| 19 | NP      | Chinedu Obasi              | 1 czerwca 1986 (24)                             | 23    | 4      | TSG Hoffenheim          |
| 20 | PM      | Dickson Etuhu              | 8 czerwca 1982 (28)                             | 13    | 0      | Fulham FC               |
| 21 | OB      | Uwa Echiéjilé              | 20 stycznia 1988 (22)                           | 11    | 0      | Stade Rennes            |
| 22 | OB      | Dele Adeleye               | 25 grudnia 1988 (21)                            | 6     | 0      | Sparta Rotterdam        |
| 23 | BR      | Dele Aiyenugba             | 20 listopada 1983 (26)                          | 9     | 0      | Bene Jehuda             |

### Korea Południowa
Trener:  Huh Jung-moo (ur. 13 stycznia 1955)
| Nr | Pozycja | Zawodnik         | Data urodzenia (wiek)    | Mecze | Bramki | Klub              |
| -- | ------- | ---------------- | ------------------------ | ----- | ------ | ----------------- |
| 1  | BR      | Lee Woon-jae     | 26 kwietnia 1973 (37)    | 131   | 0      | Suwon Bluewings   |
| 2  | OB      | Oh Beom-seok     | 29 lipca 1984 (25)       | 38    | 2      | Ulsan Hyundai     |
| 3  | OB      | Kim Hyung-il     | 27 kwietnia 1984 (26)    | 2     | 0      | Pohang Steelers   |
| 4  | OB      | Cho Yong-hyung   | 3 listopada 1983 (26)    | 32    | 0      | Jeju United       |
| 5  | PM      | Kim Nam-il       | 14 marca 1977 (33)       | 93    | 2      | Tom Tomsk         |
| 6  | PM      | Kim Bo-kyung     | 6 października 1989 (20) | 6     | 0      | Oita Trinita      |
| 7  | PM      | Park Ji-sung (k) | 25 lutego 1981 (29)      | 88    | 12     | Manchester United |
| 8  | PM      | Kim Jung-woo     | 9 maja 1982 (28)         | 55    | 4      | Gwangju Phoenix   |
| 9  | NP      | Ahn Jung-hwan    | 27 stycznia 1976 (34)    | 71    | 17     | Dalian Shide      |
| 10 | NP      | Park Chu-young   | 10 lipca 1985 (24)       | 41    | 14     | AS Monaco         |
| 11 | NP      | Lee Seung-ryul   | 6 marca 1989 (21)        | 8     | 3      | FC Seoul          |
| 12 | OB      | Lee Young-pyo    | 23 kwietnia 1977 (33)    | 113   | 5      | Al-Hilal          |
| 13 | PM      | Kim Jae-sung     | 3 października 1983 (26) | 8     | 2      | Pohang Steelers   |
| 14 | OB      | Lee Jung-soo     | 8 stycznia 1980 (30)     | 25    | 2      | Kashima Antlers   |
| 15 | OB      | Kim Dong-jin     | 29 stycznia 1982 (28)    | 61    | 2      | Ulsan Hyundai     |
| 16 | PM      | Ki Sung-yong     | 24 stycznia 1989 (21)    | 22    | 4      | Celtic Glasgow    |
| 17 | PM      | Lee Chung-yong   | 2 lipca 1988 (21)        | 24    | 3      | Bolton Wanderers  |
| 18 | BR      | Jung Sung-ryong  | 4 stycznia 1985 (25)     | 16    | 0      | Seongnam Ilhwa    |
| 19 | NP      | Yeom Ki-hun      | 30 marca 1983 (27)       | 34    | 3      | Suwon Bluewings   |
| 20 | NP      | Lee Dong-gook    | 29 kwietnia 1979 (31)    | 83    | 25     | Jeonbuk Motors    |
| 21 | BR      | Kim Young-kwang  | 28 czerwca 1983 (26)     | 14    | 0      | Ulsan Hyundai     |
| 22 | OB      | Cha Du-ri        | 25 lipca 1980 (29)       | 47    | 4      | SC Freiburg       |
| 23 | OB      | Kang Min-soo     | 14 lutego 1986 (24)      | 32    | 0      | Suwon Bluewings   |

### Grecja
Trener:  Otto Rehhagel (ur. 9 sierpnia 1938)
| Nr | Pozycja | Zawodnik                | Data urodzenia (wiek)     | Mecze | Bramki | Klub             |
| -- | ------- | ----------------------- | ------------------------- | ----- | ------ | ---------------- |
| 1  | BR      | Konstandinos Chalkias   | 30 maja 1974 (36)         | 27    | 0      | PAOK FC          |
| 2  | OB      | Jurkas Seitaridis       | 4 czerwca 1981 (29)       | 70    | 1      | Panathinaikos AO |
| 3  | PM      | Christos Patsadzoglu    | 19 marca 1979 (31)        | 44    | 1      | Omonia Nikozja   |
| 4  | OB      | Nikos Spiropulos        | 10 października 1983 (26) | 19    | 0      | Panathinaikos AO |
| 5  | OB      | Wangelis Moras          | 18 sierpnia 1981 (28)     | 11    | 0      | Bologna FC       |
| 6  | PM      | Aleksandros Dziolis     | 13 lutego 1985 (25)       | 20    | 0      | AC Siena         |
| 7  | NP      | Jorgos Samaras          | 21 lutego 1985 (25)       | 35    | 5      | Celtic Glasgow   |
| 8  | OB      | Awraam Papadopulos      | 3 stycznia 1984 (26)      | 15    | 0      | Olympiakos SFP   |
| 9  | NP      | Angelos Charisteas      | 9 lutego 1980 (30)        | 85    | 24     | 1. FC Nürnberg   |
| 10 | PM      | Jorgos Karangunis (k)   | 6 marca 1977 (33)         | 94    | 6      | Panathinaikos AO |
| 11 | OB      | Lukas Windra            | 5 lutego 1981 (29)        | 30    | 0      | Panathinaikos AO |
| 12 | BR      | Aleksandros Dzorwas     | 12 sierpnia 1982 (27)     | 9     | 0      | Panathinaikos AO |
| 13 | BR      | Michalis Sifakis        | 9 września 1984 (25)      | 2     | 0      | Aris FC          |
| 14 | NP      | Dimitris Salpingidis    | 18 sierpnia 1981 (28)     | 37    | 3      | Panathinaikos AO |
| 15 | OB      | Wasilis Torosidis       | 10 czerwca 1985 (25)      | 27    | 2      | Olympiakos SFP   |
| 16 | OB      | Sotiris Kirjakos        | 23 lipca 1979 (30)        | 58    | 4      | Liverpool FC     |
| 17 | NP      | Teofanis Gekas          | 23 maja 1980 (30)         | 48    | 20     | Hertha BSC       |
| 18 | PM      | Sotiris Ninis           | 3 kwietnia 1990 (20)      | 4     | 1      | Panathinaikos AO |
| 19 | OB      | Sokratis Papastatopulos | 9 czerwca 1988 (22)       | 10    | 0      | Genoa CFC        |
| 20 | NP      | Pandelis Kapetanos      | 8 czerwca 1983 (27)       | 4     | 0      | Steaua Bukareszt |
| 21 | PM      | Kostas Katsuranis       | 21 czerwca 1979 (30)      | 70    | 8      | Panathinaikos AO |
| 22 | OB      | Stelios Malezas         | 11 marca 1985 (25)        | 0     | 0      | PAOK FC          |
| 23 | PM      | Sakis Pritas            | 9 stycznia 1979 (31)      | 0     | 0      | Aris FC          |

## Grupa C

### Anglia
Trener:  Fabio Capello (ur. 18 czerwca 1946)
| Nr | Pozycja | Zawodnik                     | Data urodzenia (wiek)                        | Mecze | Bramki | Klub                                |
| -- | ------- | ---------------------------- | -------------------------------------------- | ----- | ------ | ----------------------------------- |
| 1  | BR      | David James                  | 1 sierpnia 1970 (39)                         | 50    | 0      | Portsmouth FC                       |
| 2  | OB      | Glen Johnson                 | 23 sierpnia 1984 (25)                        | 22    | 1      | Liverpool FC                        |
| 3  | OB      | Ashley Cole                  | 20 grudnia 1980 (29)                         | 78    | 0      | Chelsea                             |
| 4  | PM      | Steven Gerrard (k)           | 30 maja 1980 (30)                            | 80    | 16     | Liverpool FC                        |
| 5  | OB      | Rio Ferdinand Michael Dawson | 7 listopada 1978 (31) 18 listopada 1983 (26) | 78 19 | 3 0    | Manchester United Tottenham Hotspur |
| 6  | OB      | John Terry                   | 7 grudnia 1980 (29)                          | 60    | 6      | Chelsea                             |
| 7  | PM      | Aaron Lennon                 | 16 kwietnia 1987 (23)                        | 17    | 0      | Tottenham Hotspur                   |
| 8  | PM      | Frank Lampard                | 20 czerwca 1978 (31)                         | 78    | 20     | Chelsea                             |
| 9  | NP      | Peter Crouch                 | 30 stycznia 1981 (29)                        | 38    | 21     | Tottenham Hotspur                   |
| 10 | NP      | Wayne Rooney                 | 24 października 1985 (24)                    | 60    | 25     | Manchester United                   |
| 11 | PM      | Joe Cole                     | 8 listopada 1981 (28)                        | 54    | 10     | Chelsea                             |
| 12 | BR      | Robert Green                 | 18 stycznia 1980 (30)                        | 10    | 0      | West Ham United                     |
| 13 | OB      | Stephen Warnock              | 12 grudnia 1981 (28)                         | 1     | 0      | Aston Villa                         |
| 14 | PM      | Gareth Barry                 | 23 lutego 1981 (29)                          | 36    | 2      | Manchester City                     |
| 15 | OB      | Matthew Upson                | 18 kwietnia 1979 (31)                        | 19    | 1      | West Ham United                     |
| 16 | PM      | James Milner                 | 4 stycznia 1986 (24)                         | 8     | 0      | Aston Villa                         |
| 17 | PM      | Shaun Wright-Phillips        | 25 października 1981 (28)                    | 31    | 6      | Manchester City                     |
| 18 | OB      | Jamie Carragher              | 28 stycznia 1978 (32)                        | 36    | 0      | Liverpool FC                        |
| 19 | NP      | Jermain Defoe                | 7 października 1982 (27)                     | 40    | 11     | Tottenham Hotspur                   |
| 20 | OB      | Ledley King                  | 12 października 1980 (29)                    | 20    | 2      | Tottenham Hotspur                   |
| 21 | NP      | Emile Heskey                 | 11 stycznia 1978 (32)                        | 58    | 7      | Aston Villa                         |
| 22 | PM      | Michael Carrick              | 28 lipca 1981 (28)                           | 22    | 0      | Manchester United                   |
| 23 | BR      | Joe Hart                     | 19 kwietnia 1987 (23)                        | 3     | 0      | Birmingham City                     |

### Stany Zjednoczone
Trener:  Bob Bradley (ur. 3 marca 1958)
| Nr | Pozycja | Zawodnik              | Data urodzenia (wiek)     | Mecze | Bramki | Klub                     |
| -- | ------- | --------------------- | ------------------------- | ----- | ------ | ------------------------ |
| 1  | BR      | Tim Howard            | 6 marca 1979 (31)         | 52    | 0      | Everton                  |
| 2  | OB      | Jonathan Spector      | 1 marca 1986 (24)         | 25    | 0      | West Ham United          |
| 3  | OB      | Carlos Bocanegra (k)  | 25 maja 1979 (31)         | 80    | 12     | Stade Rennes             |
| 4  | PM      | Michael Bradley       | 31 lipca 1987 (22)        | 44    | 7      | Borussia Mönchengladbach |
| 5  | OB      | Oguchi Onyewu         | 13 maja 1982 (28)         | 55    | 5      | AC Milan                 |
| 6  | OB      | Steve Cherundolo      | 19 lutego 1979 (31)       | 61    | 2      | Hannover 96              |
| 7  | PM      | DaMarcus Beasley      | 24 maja 1982 (28)         | 92    | 17     | Rangers                  |
| 8  | PM      | Clint Dempsey         | 9 marca 1983 (27)         | 63    | 19     | Fulham FC                |
| 9  | NP      | Hérculez Gómez        | 6 kwietnia 1982 (28)      | 4     | 2      | Puebla FC                |
| 10 | PM      | Landon Donovan        | 4 marca 1982 (28)         | 123   | 41     | Los Angeles Galaxy       |
| 11 | PM      | Stuart Holden         | 1 sierpnia 1985 (24)      | 15    | 2      | Bolton Wanderers         |
| 12 | OB      | Jonathan Bornstein    | 7 listopada 1984 (25)     | 31    | 1      | Chivas USA               |
| 13 | PM      | Ricardo Clark         | 10 marca 1983 (27)        | 29    | 2      | Eintracht Frankfurt      |
| 14 | NP      | Edson Buddle          | 21 maja 1981 (29)         | 4     | 2      | Los Angeles Galaxy       |
| 15 | OB      | Jay DeMerit           | 4 grudnia 1979 (30)       | 20    | 0      | Watford FC               |
| 16 | PM      | José Francisco Torres | 29 października 1987 (22) | 10    | 0      | Pachuca                  |
| 17 | NP      | Jozy Altidore         | 6 listopada 1989 (20)     | 26    | 9      | Hull City                |
| 18 | BR      | Brad Guzan            | 9 września 1984 (25)      | 16    | 0      | Aston Villa              |
| 19 | PM      | Maurice Edu           | 18 kwietnia 1986 (24)     | 13    | 1      | Rangers                  |
| 20 | NP      | Robbie Findley        | 4 sierpnia 1985 (24)      | 7     | 0      | Real Salt Lake           |
| 21 | OB      | Clarence Goodson      | 17 maja 1982 (28)         | 14    | 2      | IK Start                 |
| 22 | PM      | Benny Feilhaber       | 19 stycznia 1985 (25)     | 32    | 2      | Aarhus GF                |
| 23 | BR      | Marcus Hahnemann      | 15 czerwca 1972 (37)      | 8     | 0      | Wolverhampton Wanderers  |

### Algieria
Trener:  Rabah Saâdane (ur. 3 maja 1946)
| Nr | Pozycja | Zawodnik            | Data urodzenia (wiek)    | Mecze | Bramki | Klub                     |
| -- | ------- | ------------------- | ------------------------ | ----- | ------ | ------------------------ |
| 1  | BR      | Lounès Gaouaoui     | 28 września 1977 (32)    | 48    | 0      | ASO Chlef                |
| 2  | OB      | Madjid Bougherra    | 7 października 1982 (27) | 39    | 4      | Rangers F.C.             |
| 3  | OB      | Nadir Belhadj       | 18 czerwca 1982 (27)     | 47    | 5      | Portsmouth F.C.          |
| 4  | OB      | Anthar Yahia (k)    | 21 marca 1982 (28)       | 46    | 6      | VfL Bochum               |
| 5  | OB      | Rafik Halliche      | 2 września 1986 (23)     | 19    | 1      | CD Nacional              |
| 6  | OB      | Yazid Mansouri      | 25 lutego 1978 (32)      | 67    | 0      | FC Lorient               |
| 7  | OB      | Ryad Boudebouz      | 19 lutego 1990 (20)      | 3     | 0      | FC Sochaux               |
| 8  | PM      | Medhi Lacen         | 15 maja 1984 (26)        | 5     | 0      | Racing Santander         |
| 9  | NP      | Abdelkader Ghezzal  | 5 grudnia 1984 (25)      | 20    | 3      | AC Siena                 |
| 10 | NP      | Rafik Saïfi         | 7 lutego 1975 (35)       | 63    | 19     | FC Istres                |
| 11 | NP      | Rafik Djebbour      | 8 marca 1984 (26)        | 17    | 3      | AEK Ateny                |
| 12 | OB      | Habib Bellaïd       | 28 marca 1986 (24)       | 1     | 0      | Eintracht Frankfurt      |
| 13 | NP      | Karim Matmour       | 25 czerwca 1985 (24)     | 25    | 2      | Borussia Mönchengladbach |
| 14 | OB      | Abdelkader Laïfaoui | 29 lipca 1981 (28)       | 7     | 0      | ES Sétif                 |
| 15 | PM      | Karim Ziani         | 17 sierpnia 1982 (27)    | 57    | 5      | VfL Wolfsburg            |
| 16 | BR      | Faouzi Chaouchi     | 5 grudnia 1984 (23)      | 10    | 0      | ES Sétif                 |
| 17 | PM      | Adlène Guedioura    | 12 listopada 1985 (24)   | 4     | 0      | Wolverhampton            |
| 18 | OB      | Carl Medjani        | 15 maja 1985 (25)        | 0     | 0      | AC Ajaccio               |
| 19 | PM      | Hassan Yebda        | 14 kwietnia 1984 (26)    | 11    | 0      | SL Benfica               |
| 20 | PM      | Djamel Mesbah       | 9 października 1984 (25) | 2     | 0      | US Lecce                 |
| 21 | PM      | Foued Kadir         | 5 grudnia 1983 (26)      | 4     | 0      | Valenciennes FC          |
| 22 | PM      | Djamel Abdoun       | 14 lutego 1986 (24)      | 8     | 0      | FC Nantes                |
| 23 | BR      | Raïs M’Bolhi        | 25 kwietnia 1986 (24)    | 2     | 0      | Slawia Sofia             |

### Słowenia
Trener:  Matjaž Kek (ur. 9 września 1961)
| Nr | Pozycja | Zawodnik                 | Data urodzenia (wiek)    | Mecze | Bramki | Klub             |
| -- | ------- | ------------------------ | ------------------------ | ----- | ------ | ---------------- |
| 1  | BR      | Samir Handanovič         | 14 lipca 1984 (25)       | 39    | 0      | Udinese Calcio   |
| 2  | OB      | Mišo Brečko              | 1 maja 1984 (26)         | 31    | 0      | 1. FC Köln       |
| 3  | OB      | Elvedin Džinić           | 25 sierpnia 1985 (24)    | 1     | 0      | Maribor          |
| 4  | OB      | Marko Šuler              | 9 marca 1983 (27)        | 17    | 2      | KAA Gent         |
| 5  | OB      | Boštjan Cesar            | 9 lipca 1982 (27)        | 42    | 3      | Grenoble Foot 38 |
| 6  | OB      | Branko Ilič              | 6 lutego 1983 (27)       | 37    | 0      | FK Moskwa        |
| 7  | NP      | Nejc Pečnik              | 3 stycznia 1986 (24)     | 8     | 2      | CD Nacional      |
| 8  | PM      | Robert Koren (k)         | 20 września 1980 (30)    | 46    | 4      | West Bromwich    |
| 9  | NP      | Zlatan Ljubijankič       | 15 grudnia 1983 (26)     | 16    | 4      | KAA Gent         |
| 10 | PM      | Valter Birsa             | 7 sierpnia 1986 (23)     | 34    | 2      | AJ Auxerre       |
| 11 | NP      | Milivoje Novakovič       | 18 maja 1979 (31)        | 38    | 16     | 1. FC Köln       |
| 12 | BR      | Jasmin Handanovič        | 18 stycznia 1978 (32)    | 3     | 0      | AC Mantova       |
| 13 | OB      | Bojan Jokić              | 17 maja 1986 (24)        | 34    | 1      | Chievo Werona    |
| 14 | NP      | Zlatko Dedič             | 5 października 1984 (25) | 23    | 3      | VfL Bochum       |
| 15 | PM      | Rene Krhin               | 21 maja 1990 (20)        | 4     | 0      | Inter Mediolan   |
| 16 | BR      | Aleksander Šeliga        | 1 lutego 1980 (30)       | 1     | 0      | Sparta Rotterdam |
| 17 | PM      | Andraž Kirm              | 6 września 1984 (25)     | 26    | 3      | Wisła Kraków     |
| 18 | PM      | Aleksander Radosavljevič | 25 kwietnia 1979 (31)    | 15    | 1      | Larisa           |
| 19 | OB      | Suad Filekovič           | 16 września 1978 (31)    | 14    | 0      | Maribor          |
| 20 | PM      | Andrej Komac             | 4 grudnia 1979 (30)      | 40    | 0      | Maccabi Tel Awiw |
| 21 | PM      | Dalibor Stevanović       | 27 września 1984 (25)    | 15    | 1      | Vitesse Arnhem   |
| 22 | OB      | Matej Mavrič             | 29 stycznia 1979 (31)    | 32    | 1      | TuS Koblenz      |
| 23 | NP      | Tim Matavž               | 13 stycznia 1989 (21)    | 1     | 0      | FC Groningen     |

## Grupa D

### Niemcy
Trener:  Joachim Löw (ur. 3 lutego 1960)
| Nr | Pozycja | Zawodnik               | Data urodzenia (wiek)     | Mecze | Bramki | Klub                     |
| -- | ------- | ---------------------- | ------------------------- | ----- | ------ | ------------------------ |
| 1  | BR      | Manuel Neuer           | 27 marca 1986 (24)        | 4     | 0      | Schalke 04 Gelsenkirchen |
| 2  | OB      | Marcell Jansen         | 4 listopada 1985 (24)     | 31    | 2      | Hamburger SV             |
| 3  | OB      | Arne Friedrich         | 29 maja 1979 (31)         | 71    | 0      | Hertha BSC               |
| 4  | OB      | Dennis Aogo            | 14 stycznia 1987 (23)     | 2     | 0      | Hamburger SV             |
| 5  | OB      | Serdar Tasci           | 24 kwietnia 1987 (23)     | 11    | 0      | VfB Stuttgart            |
| 6  | PM      | Sami Khedira           | 4 kwietnia 1987 (23)      | 4     | 0      | VfB Stuttgart            |
| 7  | PM      | Bastian Schweinsteiger | 1 sierpnia 1984 (25)      | 73    | 19     | Bayern Monachium         |
| 8  | PM      | Mesut Özil             | 15 października 1988 (21) | 9     | 1      | Werder Brema             |
| 9  | NP      | Stefan Kießling        | 25 stycznia 1984 (26)     | 4     | 0      | Bayer 04 Leverkusen      |
| 10 | NP      | Lukas Podolski         | 4 czerwca 1985 (25)       | 72    | 39     | 1. FC Köln               |
| 11 | NP      | Miroslav Klose         | 9 czerwca 1978 (32)       | 95    | 48     | Bayern Monachium         |
| 12 | BR      | Tim Wiese              | 17 grudnia 1981 (28)      | 2     | 0      | Werder Brema             |
| 13 | NP      | Thomas Müller          | 13 września 1989 (20)     | 1     | 0      | Bayern Monachium         |
| 14 | OB      | Holger Badstuber       | 13 marca 1989 (21)        | 1     | 0      | Bayern Monachium         |
| 15 | PM      | Piotr Trochowski       | 22 marca 1984 (26)        | 30    | 2      | Hamburger SV             |
| 16 | OB      | Philipp Lahm (k)       | 11 listopada 1983 (26)    | 64    | 3      | Bayern Monachium         |
| 17 | OB      | Per Mertesacker        | 29 września 1984 (25)     | 61    | 1      | Werder Brema             |
| 18 | PM      | Toni Kroos             | 4 stycznia 1990 (20)      | 3     | 0      | Bayer 04 Leverkusen      |
| 19 | NP      | Cacau                  | 27 marca 1981 (29)        | 7     | 3      | VfB Stuttgart            |
| 20 | OB      | Jérôme Boateng         | 3 września 1988 (21)      | 5     | 0      | Hamburger SV             |
| 21 | PM      | Marko Marin            | 13 marca 1989 (21)        | 8     | 1      | Werder Brema             |
| 22 | BR      | Hans-Jörg Butt         | 28 maja 1974 (36)         | 3     | 0      | Bayern Monachium         |
| 23 | NP      | Mario Gómez            | 10 lipca 1985 (24)        | 33    | 12     | Bayern Monachium         |

### Australia
Trener:  Pim Verbeek (ur. 12 marca 1956)
| Nr | Pozycja | Zawodnik                       | Data urodzenia (wiek)                   | Mecze | Bramki | Klub                               |
| -- | ------- | ------------------------------ | --------------------------------------- | ----- | ------ | ---------------------------------- |
| 1  | BR      | Mark Schwarzer                 | 6 października 1972 (37)                | 77    | 0      | Fulham F.C.                        |
| 2  | OB      | Lucas Neill (k)                | 9 marca 1978 (32)                       | 58    | 0      | Galatasaray SK                     |
| 3  | OB      | Craig Moore                    | 12 grudnia 1975 (34)                    | 52    | 3      | Bez klubu                          |
| 4  | PM      | Tim Cahill                     | 6 grudnia 1979 (30)                     | 41    | 20     | Everton F.C.                       |
| 5  | PM      | Jason Čulina                   | 5 sierpnia 1980 (29)                    | 51    | 1      | Gold Coast United                  |
| 6  | OB      | Michael Beauchamp              | 8 marca 1981 (29)                       | 21    | 1      | Melbourne Heart FC                 |
| 7  | PM      | Brett Emerton                  | 22 lutego 1979 (20)                     | 74    | 17     | Blackburn Rovers F.C.              |
| 8  | PM      | Luke Wilkshire                 | 2 października 1981 (28)                | 44    | 2      | Dinamo Moskwa                      |
| 9  | NP      | Joshua Kennedy                 | 20 sierpnia 1982 (27)                   | 20    | 7      | Nagoya Grampus                     |
| 10 | NP      | Harry Kewell                   | 22 września 1978 (31)                   | 46    | 13     | Galatasaray SK                     |
| 11 | OB      | Scott Chipperfield             | 30 grudnia 1975 (34)                    | 67    | 12     | FC Basel                           |
| 12 | BR      | Adam Federici                  | 31 stycznia 1985 (25)                   | 1     | 0      | Reading F.C.                       |
| 13 | PM      | Vincenzo Grella                | 5 października 1979 (30)                | 46    | 0      | Blackburn Rovers F.C.              |
| 14 | NP      | Brett Holman                   | 27 marca 1984 (26)                      | 33    | 3      | AZ Alkmaar                         |
| 15 | PM      | Mile Jedinak                   | 3 sierpnia 1984 (25)                    | 12    | 0      | Gençlerbirliği Ankara              |
| 16 | PM      | Carl Valeri                    | 14 sierpnia 1984 (25)                   | 24    | 0      | US Sassuolo                        |
| 17 | NP      | Nikita Rukavytsya              | 22 czerwca 1987 (22)                    | 6     | 0      | FC Twente                          |
| 18 | BR OB   | Bradley Jones Eugene Galeković | 19 marca 1982 (28) 12 czerwca 1981 (29) | 2 4   | 0      | Middlesbrough F.C. Adelaide United |
| 19 | NP      | Richard Garcia                 | 4 września 1981 (28)                    | 9     | 0      | Hull City                          |
| 20 | OB      | Mark Milligan                  | 4 września 1985 (24)                    | 10    | 1      | JEF United Ichihara Chiba          |
| 21 | OB      | David Carney                   | 30 listopada 1983 (26)                  | 26    | 3      | FC Twente                          |
| 22 | PM      | Dario Vidošić                  | 12 kwietnia 1987 (23)                   | 7     | 1      | 1. FC Nürnberg                     |
| 23 | PM      | Mark Bresciano                 | 11 lutego 1980 (30)                     | 56    | 11     | US Palermo                         |

### Serbia
Trener:  Radomir Antić (ur. 22 listopada 1948)
| Nr | Pozycja | Zawodnik            | Data urodzenia (wiek)     | Mecze | Bramki | Klub                         |
| -- | ------- | ------------------- | ------------------------- | ----- | ------ | ---------------------------- |
| 1  | BR      | Vladimir Stojković  | 29 lipca 1983 (26)        | 35    | 0      | Wigan Athletic F.C.          |
| 2  | OB      | Antonio Rukavina    | 26 stycznia 1984 (26)     | 20    | 0      | TSV 1860 Monachium           |
| 3  | OB      | Aleksandar Kolarov  | 10 listopada 1985 (24)    | 15    | 0      | S.S. Lazio                   |
| 4  | PM      | Gojko Kačar         | 26 stycznia 1987 (23)     | 18    | 0      | Hertha BSC                   |
| 5  | OB      | Nemanja Vidić       | 21 października 1981 (28) | 47    | 2      | Manchester United F.C.       |
| 6  | OB      | Branislav Ivanović  | 22 lutego 1984 (26)       | 33    | 4      | Chelsea F.C.                 |
| 7  | PM      | Zoran Tošić         | 27 kwietnia 1987 (23)     | 22    | 4      | CSKA Moskwa                  |
| 8  | NP      | Danko Lazović       | 17 maja 1983 (27)         | 39    | 10     | Zenit Petersburg             |
| 9  | NP      | Marko Pantelić      | 15 września 1978 (31)     | 33    | 6      | AFC Ajax                     |
| 10 | PM      | Dejan Stanković (k) | 11 września 1978 (31)     | 90    | 14     | Inter Mediolan               |
| 11 | PM      | Nenad Milijaš       | 30 kwietnia 1983 (27)     | 18    | 4      | Wolverhampton Wanderers F.C. |
| 12 | BR      | Bojan Isailović     | 25 marca 1980 (30)        | 4     | 0      | Zagłębie Lubin               |
| 13 | OB      | Aleksandar Luković  | 23 października 1982 (27) | 22    | 0      | Udinese Calcio               |
| 14 | NP      | Milan Jovanović     | 18 kwietnia 1981 (29)     | 28    | 10     | Standard Liège               |
| 15 | NP      | Nikola Žigić        | 25 września 1980 (29)     | 47    | 16     | Birmingham City F.C.         |
| 16 | OB      | Ivan Obradović      | 25 lipca 1988 (21)        | 12    | 1      | Real Saragossa               |
| 17 | PM      | Miloš Krasić        | 1 listopada 1984 (25)     | 33    | 3      | CSKA Moskwa                  |
| 18 | PM      | Miloš Ninković      | 25 grudnia 1984 (25)      | 10    | 0      | Dynamo Kijów                 |
| 19 | PM      | Radosav Petrović    | 8 marca 1989 (21)         | 10    | 0      | FK Partizan                  |
| 20 | OB      | Neven Subotić       | 10 grudnia 1988 (21)      | 15    | 1      | Borussia Dortmund            |
| 21 | NP      | Dragan Mrđa         | 23 stycznia 1984 (26)     | 6     | 2      | FK Vojvodina Nowy Sad        |
| 22 | PM      | Zdravko Kuzmanović  | 22 września 1987 (22)     | 29    | 4      | VfB Stuttgart                |
| 23 | BR      | Anđelko Đuričić     | 21 listopada 1980 (29)    | 1     | 0      | União Leiria                 |

### Ghana
Trener:  Milovan Rajevac (ur. 2 stycznia 1954)
| Nr | Pozycja | Zawodnik             | Data urodzenia (wiek)     | Mecze | Bramki | Klub                     |
| -- | ------- | -------------------- | ------------------------- | ----- | ------ | ------------------------ |
| 1  | BR      | Daniel Adjei         | 10 listopada 1989 (20)    | 1     | 0      | Liberty Professionals FC |
| 2  | OB      | Hans Sarpei          | 28 czerwca 1976 (33)      | 23    | 0      | Bayer 04 Leverkusen      |
| 3  | NP      | Asamoah Gyan         | 22 listopada 1985 (24)    | 41    | 21     | Stade Rennes             |
| 4  | OB      | John Paintsil        | 15 czerwca 1981 (29)      | 65    | 0      | Fulham F.C.              |
| 5  | OB      | John Mensah (k)      | 29 listopada 1982 (27)    | 58    | 0      | Olympique Lyon           |
| 6  | PM      | Anthony Annan        | 21 lipca 1986 (23)        | 38    | 1      | Rosenborg BK             |
| 7  | OB      | Samuel Inkoom        | 22 sierpnia 1989 (20)     | 15    | 0      | FC Basel                 |
| 8  | OB      | Jonathan Mensah      | 13 lipca 1990 (19)        | 5     | 0      | Udinese Calcio           |
| 9  | PM      | Derek Boateng        | 2 maja 1983 (27)          | 19    | 3      | Getafe CF                |
| 10 | PM      | Stephen Appiah       | 24 grudnia 1980 (29)      | 56    | 14     | Bologna FC               |
| 11 | PM      | Sulley Muntari       | 27 sierpnia 1984 (25)     | 52    | 15     | Inter Mediolan           |
| 12 | NP      | Prince Tagoe         | 9 listopada 1986 (23)     | 17    | 4      | TSG 1899 Hoffenheim      |
| 13 | PM      | André Ayew           | 17 grudnia 1989 (20)      | 15    | 1      | Olympique Marsylia       |
| 14 | NP      | Matthew Amoah        | 24 października 1980 (29) | 31    | 12     | NAC Breda                |
| 15 | OB      | Isaac Vorsah         | 21 czerwca 1988 (21)      | 6     | 0      | TSG 1899 Hoffenheim      |
| 16 | BR      | Stephen Ahorlu       | 5 września 1988 (21)      | 1     | 0      | Heart of Lions           |
| 17 | PM      | Rahim Ayew           | 16 kwietnia 1988 (22)     | 25    | 7      | Zamalek Sporting Club    |
| 18 | NP      | Dominic Adiyiah      | 29 listopada 1989 (20)    | 4     | 0      | Inter Mediolan           |
| 19 | OB      | Lee Addy             | 7 lipca 1990 (19)         | 5     | 0      | Bechem Chelsea           |
| 20 | NP      | Quincy Owusu-Abeyie  | 15 kwietnia 1986 (24)     | 13    | 2      | Al-Sadd                  |
| 21 | PM      | Kwadwo Asamoah       | 9 grudnia 1988 (21)       | 29    | 1      | Udinese Calcio           |
| 22 | BR      | Richard Kingson      | 13 czerwca 1978 (32)      | 79    | 1      | Wigan Athletic F.C.      |
| 23 | PM      | Kevin-Prince Boateng | 6 marca 1987 (23)         | 2     | 0      | Portsmouth F.C.          |

## Grupa E

### Holandia
Trener:  Bert van Marwijk (ur. 19 maja 1952)
| Nr | Pozycja | Zawodnik                     | Data urodzenia (wiek)     | Mecze | Bramki | Klub             |
| -- | ------- | ---------------------------- | ------------------------- | ----- | ------ | ---------------- |
| 1  | BR      | Maarten Stekelenburg         | 20 września 1982 (27)     | 27    | 0      | AFC Ajax         |
| 2  | OB      | Gregory van der Wiel         | 3 lutego 1988 (22)        | 10    | 0      | AFC Ajax         |
| 3  | OB      | John Heitinga                | 15 listopada 1983 (26)    | 54    | 6      | Everton FC       |
| 4  | OB      | Joris Mathijsen              | 5 kwietnia 1980 (30)      | 56    | 3      | Hamburger SV     |
| 5  | OB      | Giovanni van Bronckhorst (k) | 5 lutego 1975 (35)        | 99    | 5      | Feyenoord        |
| 6  | PM      | Mark van Bommel              | 22 kwietnia 1977 (33)     | 56    | 10     | Bayern Monachium |
| 7  | NP      | Dirk Kuijt                   | 22 lipca 1980 (29)        | 63    | 15     | Liverpool FC     |
| 8  | PM      | Nigel de Jong                | 30 listopada 1984 (25)    | 42    | 1      | Manchester City  |
| 9  | NP      | Robin van Persie             | 6 sierpnia 1983 (26)      | 44    | 18     | Arsenal F.C.     |
| 10 | PM      | Wesley Sneijder              | 9 czerwca 1984 (26)       | 61    | 14     | Inter Mediolan   |
| 11 | NP      | Arjen Robben                 | 23 stycznia 1984 (26)     | 47    | 13     | Bayern Monachium |
| 12 | OB      | Khalid Boulahrouz            | 28 grudnia 1981 (28)      | 29    | 0      | VfB Stuttgart    |
| 13 | OB      | André Ooijer                 | 11 lipca 1974 (35)        | 54    | 3      | PSV Eindhoven    |
| 14 | PM      | Demy de Zeeuw                | 26 maja 1983 (27)         | 25    | 0      | AFC Ajax         |
| 15 | OB      | Edson Braafheid              | 8 kwietnia 1983 (27)      | 7     | 0      | Celtic Glasgow   |
| 16 | BR      | Michel Vorm                  | 20 października 1983 (26) | 4     | 0      | FC Utrecht       |
| 17 | NP      | Eljero Elia                  | 13 lutego 1987 (23)       | 9     | 2      | Hamburger SV     |
| 18 | PM      | Stijn Schaars                | 11 stycznia 1984 (26)     | 12    | 0      | AZ Alkmaar       |
| 19 | NP      | Ryan Babel                   | 19 grudnia 1986 (23)      | 39    | 5      | Liverpool FC     |
| 20 | PM      | Ibrahim Afellay              | 2 kwietnia 1986 (24)      | 23    | 0      | PSV Eindhoven    |
| 21 | NP      | Klaas-Jan Huntelaar          | 12 sierpnia 1983 (26)     | 32    | 15     | AC Milan         |
| 22 | BR      | Sander Boschker              | 20 października 1970 (39) | 1     | 0      | FC Twente        |
| 23 | PM      | Rafael van der Vaart         | 11 lutego 1983 (27)       | 78    | 16     | Real Madryt      |

### Dania
Trener:  Morten Olsen (ur. 14 sierpnia 1949)
| Nr | Pozycja | Zawodnik              | Data urodzenia (wiek)     | Mecze | Bramki | Klub             |
| -- | ------- | --------------------- | ------------------------- | ----- | ------ | ---------------- |
| 1  | BR      | Thomas Sørensen       | 12 czerwca 1976 (34)      | 89    | 0      | Stoke City       |
| 2  | PM      | Christian Poulsen     | 28 lutego 1980 (30)       | 76    | 6      | Juventus F.C.    |
| 3  | OB      | Simon Kjær            | 26 marca 1989 (21)        | 11    | 0      | US Palermo       |
| 4  | OB      | Daniel Agger          | 12 grudnia 1984 (25)      | 34    | 3      | Liverpool FC     |
| 5  | OB      | William Kvist         | 24 lutego 1985 (25)       | 14    | 0      | FC København     |
| 6  | OB      | Lars Jacobsen         | 20 września 1979 (30)     | 34    | 0      | Blackburn Rovers |
| 7  | PM      | Daniel Jensen         | 25 czerwca 1979 (30)      | 50    | 3      | Werder Brema     |
| 8  | PM      | Jesper Grønkjær       | 12 sierpnia 1977 (32)     | 80    | 5      | FC København     |
| 9  | NP      | Jon Dahl Tomasson (k) | 29 sierpnia 1976 (33)     | 111   | 51     | Feyenoord        |
| 10 | PM      | Martin Jørgensen      | 6 października 1975 (34)  | 98    | 12     | Aarhus GF        |
| 11 | NP      | Nicklas Bendtner      | 16 stycznia 1988 (22)     | 33    | 12     | Arsenal F.C.     |
| 12 | PM      | Thomas Kahlenberg     | 20 marca 1983 (27)        | 33    | 3      | VfL Wolfsburg    |
| 13 | OB      | Per Krøldrup          | 31 lipca 1979 (30)        | 30    | 0      | ACF Fiorentina   |
| 14 | PM      | Jakob Poulsen         | 7 lipca 1983 (26)         | 14    | 1      | Aarhus GF        |
| 15 | OB      | Simon Poulsen         | 7 października 1984 (25)  | 7     | 0      | AZ Alkmaar       |
| 16 | BR      | Stephan Andersen      | 26 listopada 1981 (28)    | 7     | 0      | Brøndby IF       |
| 17 | NP      | Mikkel Beckmann       | 24 października 1983 (26) | 6     | 0      | Randers FC       |
| 18 | NP      | Søren Larsen          | 6 września 1981 (28)      | 19    | 11     | Toulouse FC      |
| 19 | PM      | Dennis Rommedahl      | 22 lipca 1978 (31)        | 98    | 17     | AFC Ajax         |
| 20 | PM      | Thomas Enevoldsen     | 27 lipca 1987 (22)        | 7     | 1      | FC Groningen     |
| 21 | PM      | Christian Eriksen     | 14 lutego 1992 (18)       | 4     | 0      | AFC Ajax         |
| 22 | BR      | Jesper Christiansen   | 24 kwietnia 1978 (32)     | 11    | 0      | FC København     |
| 23 | OB      | Patrick Mtiliga       | 28 stycznia 1981 (29)     | 4     | 0      | Malaga CF        |

### Japonia
Trener:  Takeshi Okada (ur. 25 sierpnia 1956)
| Nr | Pozycja | Zawodnik             | Data urodzenia (wiek)     | Mecze | Bramki | Klub                     |
| -- | ------- | -------------------- | ------------------------- | ----- | ------ | ------------------------ |
| 1  | BR      | Seigō Narazaki       | 15 kwietnia 1976 (34)     | 76    | 0      | Nagoya Grampus           |
| 2  | PM      | Yūki Abe             | 9 września 1981 (28)      | 47    | 3      | Urawa Red Diamonds       |
| 3  | OB      | Yūichi Komano        | 25 czerwca 1981 (28)      | 55    | 0      | Júbilo Iwata             |
| 4  | OB      | Marcus Túlio Tanaka  | 24 kwietnia 1981 (29)     | 41    | 8      | Nagoya Grampus           |
| 5  | OB      | Yūto Nagatomo        | 12 września 1986 (23)     | 28    | 3      | F.C. Tokyo               |
| 6  | OB      | Atsuto Uchida        | 27 marca 1988 (22)        | 31    | 1      | Schalke 04 Gelsenkirchen |
| 7  | PM      | Yasuhito Endō        | 28 stycznia 1980 (30)     | 96    | 8      | Gamba Osaka              |
| 8  | PM      | Daisuke Matsui       | 11 maja 1981 (29)         | 25    | 1      | Grenoble Foot 38         |
| 9  | NP      | Shinji Okazaki       | 16 kwietnia 1986 (24)     | 30    | 16     | Shimizu S-Pulse          |
| 10 | PM      | Shunsuke Nakamura    | 24 czerwca 1977 (32)      | 98    | 24     | Yokohama F. Marinos      |
| 11 | NP      | Keiji Tamada         | 11 kwietnia 1980 (30)     | 71    | 16     | Nagoya Grampus           |
| 12 | NP      | Kishō Yano           | 5 kwietnia 1984 (26)      | 19    | 2      | Albirex Niigata          |
| 13 | OB      | Daiki Iwamasa        | 30 stycznia 1982 (28)     | 2     | 0      | Kashima Antlers          |
| 14 | PM      | Kengo Nakamura       | 31 października 1980 (29) | 47    | 5      | Kawasaki Frontale        |
| 15 | OB      | Yasuyuki Konno       | 25 stycznia 1983 (27)     | 37    | 0      | F.C. Tokyo               |
| 16 | NP      | Yoshito Ōkubo        | 9 czerwca 1982 (28)       | 51    | 5      | Vissel Kobe              |
| 17 | PM      | Makoto Hasebe (k)    | 18 stycznia 1984 (26)     | 33    | 1      | VfL Wolfsburg            |
| 18 | PM      | Keisuke Honda        | 13 czerwca 1986 (24)      | 17    | 5      | CSKA Moskwa              |
| 19 | NP      | Takayuki Morimoto    | 7 maja 1988 (22)          | 6     | 1      | Calcio Catania           |
| 20 | PM      | Jun’ichi Inamoto     | 18 września 1979 (30)     | 82    | 5      | Kawasaki Frontale        |
| 21 | BR      | Eiji Kawashima       | 20 marca 1983 (27)        | 12    | 0      | Kawasaki Frontale        |
| 22 | OB      | Yūji Nakazawa        | 15 lutego 1978 (32)       | 107   | 17     | Yokohama F. Marinos      |
| 23 | BR      | Yoshikatsu Kawaguchi | 15 sierpnia 1975 (34)     | 117   | 0      | Júbilo Iwata             |

### Kamerun
Trener:  Paul Le Guen (ur. 1 marca 1964)
| Nr | Pozycja | Zawodnik             | Data urodzenia (wiek)  | Mecze | Bramki | Klub                     |
| -- | ------- | -------------------- | ---------------------- | ----- | ------ | ------------------------ |
| 1  | BR      | Idriss Carlos Kameni | 18 lutego 1984 (26)    | 58    | 0      | Espanyol Barcelona       |
| 2  | OB      | Benoît Assou-Ekotto  | 24 marca 1984 (26)     | 7     | 0      | Tottenham Hotspur F.C.   |
| 3  | OB      | Nicolas N’Koulou     | 27 marca 1990 (20)     | 15    | 0      | AS Monaco                |
| 4  | OB      | Rigobert Song        | 1 lipca 1976 (33)      | 134   | 5      | Trabzonspor              |
| 5  | OB      | Sébastien Bassong    | 9 lipca 1986 (23)      | 6     | 0      | Tottenham Hotspur F.C.   |
| 6  | PM      | Alex Song            | 9 września 1987 (22)   | 22    | 0      | Arsenal F.C.             |
| 7  | PM      | Landry N’Guémo       | 28 listopada 1985 (24) | 18    | 2      | Celtic Glasgow           |
| 8  | OB      | Geremi               | 20 grudnia 1978 (31)   | 111   | 12     | MKE Ankaragücü           |
| 9  | NP      | Samuel Eto’o (k)     | 10 marca 1981 (29)     | 92    | 43     | Inter Mediolan           |
| 10 | NP      | Achille Emana        | 5 czerwca 1982 (28)    | 33    | 6      | Real Betis               |
| 11 | PM      | Jean Makoun          | 29 maja 1983 (27)      | 48    | 9      | Olympique Lyon           |
| 12 | OB      | Gaëtan Bong          | 25 kwietnia 1988 (22)  | 0     | 0      | Valenciennes FC          |
| 13 | NP      | Eric Choupo-Moting   | 23 marca 1989 (21)     | 0     | 0      | 1. FC Nürnberg           |
| 14 | OB      | Aurélien Chedjou     | 20 czerwca 1985 (24)   | 10    | 0      | Lille OSC                |
| 15 | NP      | Pierre Webó          | 20 stycznia 1982 (28)  | 41    | 13     | RCD Mallorca             |
| 16 | BR      | Souleymanou Hamidou  | 22 listopada 1973 (36) | 40    | 0      | Kayserispor              |
| 17 | NP      | Mohamadou Idrissou   | 8 marca 1980 (30)      | 29    | 9      | SC Freiburg              |
| 18 | PM      | Eyong Enoh           | 23 marca 1980 (30)     | 13    | 1      | AFC Ajax                 |
| 19 | OB      | Stéphane M’Bia       | 20 maja 1986 (24)      | 29    | 3      | Olympique Marsylia       |
| 20 | PM      | Georges Mandjeck     | 9 grudnia 1988 (21)    | 6     | 0      | FC Kaiserslautern        |
| 21 | PM      | Joël Matip           | 8 sierpnia 1991 (18)   | 3     | 0      | Schalke 04 Gelsenkirchen |
| 22 | BR      | Guy N’dy Assembé     | 28 lutego 1986 (24)    | 1     | 0      | Valenciennes FC          |
| 23 | NP      | Vincent Aboubakar    | 22 stycznia 1992 (18)  | 1     | 0      | Cotonsport Garoua        |

## Grupa F

### Włochy
Trener:  Marcello Lippi (ur. 12 kwietnia 1948)
| Nr | Pozycja | Zawodnik            | Data urodzenia (wiek)     | Mecze | Bramki | Klub            |
| -- | ------- | ------------------- | ------------------------- | ----- | ------ | --------------- |
| 1  | BR      | Gianluigi Buffon    | 28 stycznia 1978 (32)     | 100   | 0      | Juventus F.C.   |
| 2  | OB      | Christian Maggio    | 11 lutego 1982 (28)       | 3     | 0      | SSC Napoli      |
| 3  | OB      | Domenico Criscito   | 30 grudnia 1986 (23)      | 5     | 0      | Genoa CFC       |
| 4  | OB      | Giorgio Chiellini   | 14 sierpnia 1984 (25)     | 28    | 2      | Juventus F.C.   |
| 5  | OB      | Fabio Cannavaro (k) | 13 września 1973 (36)     | 132   | 2      | Juventus F.C.   |
| 6  | PM      | Daniele De Rossi    | 24 lipca 1983 (26)        | 52    | 8      | AS Roma         |
| 7  | PM      | Simone Pepe         | 30 sierpnia 1983 (26)     | 13    | 0      | Udinese Calcio  |
| 8  | PM      | Gennaro Gattuso     | 9 stycznia 1978 (32)      | 71    | 1      | AC Milan        |
| 9  | NP      | Vincenzo Iaquinta   | 21 listopada 1979 (30)    | 35    | 5      | Juventus F.C.   |
| 10 | NP      | Antonio Di Natale   | 13 października 1977 (32) | 31    | 9      | Udinese Calcio  |
| 11 | NP      | Alberto Gilardino   | 5 lipca 1982 (27)         | 39    | 16     | ACF Fiorentina  |
| 12 | BR      | Federico Marchetti  | 7 lutego 1983 (27)        | 4     | 0      | Cagliari Calcio |
| 13 | OB      | Salvatore Bocchetti | 30 listopada 1986 (23)    | 3     | 0      | Genoa CFC       |
| 14 | BR      | Morgan De Sanctis   | 26 marca 1977 (33)        | 3     | 0      | SSC Napoli      |
| 15 | PM      | Claudio Marchisio   | 19 stycznia 1986 (24)     | 3     | 0      | Juventus F.C.   |
| 16 | PM      | Mauro Camoranesi    | 4 października 1976 (33)  | 53    | 5      | Juventus F.C.   |
| 17 | PM      | Angelo Palombo      | 25 września 1981 (28)     | 15    | 0      | UC Sampdoria    |
| 18 | NP      | Fabio Quagliarella  | 31 stycznia 1983 (27)     | 18    | 3      | SSC Napoli      |
| 19 | OB      | Gianluca Zambrotta  | 19 lutego 1977 (33)       | 92    | 2      | AC Milan        |
| 20 | NP      | Giampaolo Pazzini   | 2 sierpnia 1984 (25)      | 6     | 1      | UC Sampdoria    |
| 21 | PM      | Andrea Pirlo        | 19 maja 1979 (31)         | 65    | 8      | AC Milan        |
| 22 | PM      | Riccardo Montolivo  | 19 stycznia 1985 (25)     | 12    | 0      | ACF Fiorentina  |
| 23 | OB      | Leonardo Bonucci    | 1 maja 1987 (23)          | 1     | 0      | AS Bari         |

### Paragwaj
Trener:  Gerardo Martino (ur. 20 listopada 1962)
| Nr | Pozycja | Zawodnik                | Data urodzenia (wiek)     | Mecze | Bramki | Klub                   |
| -- | ------- | ----------------------- | ------------------------- | ----- | ------ | ---------------------- |
| 1  | BR      | Justo Villar (k)        | 30 czerwca 1977 (32)      | 73    | 0      | Real Valladolid        |
| 2  | OB      | Darío Verón             | 26 lipca 1979 (30)        | 29    | 0      | UNAM Pumas             |
| 3  | OB      | Claudio Morel Rodríguez | 2 lutego 1978 (32)        | 27    | 0      | Boca Juniors           |
| 4  | OB      | Denis Caniza            | 29 sierpnia 1974 (35)     | 97    | 1      | Club León              |
| 5  | OB      | Julio César Cáceres     | 5 października 1979 (30)  | 64    | 2      | Atlético Mineiro       |
| 6  | OB      | Carlos Bonet            | 2 października 1977 (32)  | 64    | 0      | Club Olimpia           |
| 7  | NP      | Óscar Cardozo           | 20 maja 1983 (27)         | 29    | 4      | SL Benfica             |
| 8  | PM      | Edgar Barreto           | 15 lipca 1984 (25)        | 48    | 2      | Atalanta BC            |
| 9  | NP      | Roque Santa Cruz        | 16 sierpnia 1981 (28)     | 70    | 21     | Manchester City        |
| 10 | NP      | Edgar Benítez           | 8 listopada 1987 (22)     | 13    | 1      | CF Pachuca             |
| 11 | NP      | Jonathan Santana        | 19 października 1981 (28) | 25    | 0      | VfL Wolfsburg          |
| 12 | BR      | Diego Barreto           | 16 lipca 1981 (28)        | 3     | 0      | Cerro Porteño          |
| 13 | PM      | Enrique Vera            | 10 marca 1979 (31)        | 30    | 3      | Atlas Guadalajara      |
| 14 | OB      | Paulo da Silva          | 1 lutego 1980 (30)        | 71    | 2      | Sunderland A.F.C.      |
| 15 | PM      | Víctor Cáceres          | 25 marca 1985 (25)        | 26    | 0      | Club Libertad          |
| 16 | PM      | Cristian Riveros        | 16 października 1982 (27) | 47    | 9      | Sunderland A.F.C.      |
| 17 | OB      | Aureliano Torres        | 16 czerwca 1982 (28)      | 29    | 2      | San Lorenzo            |
| 18 | NP      | Nelson Valdez           | 28 listopada 1983 (26)    | 38    | 9      | Borussia Dortmund      |
| 19 | NP      | Lucas Barrios           | 13 listopada 1984 (25)    | 4     | 3      | Borussia Dortmund      |
| 20 | PM      | Néstor Ortigoza         | 7 października 1984 (25)  | 6     | 0      | Argentinos Juniors     |
| 21 | OB      | Antolín Alcaraz         | 30 lipca 1982 (27)        | 8     | 1      | Wigan Athletic F.C.    |
| 22 | BR      | Aldo Bobadilla          | 20 kwietnia 1976 (34)     | 19    | 0      | Independiente Medellín |
| 23 | NP      | Rodolfo Gamarra         | 10 grudnia 1988 (21)      | 2     | 0      | Club Libertad          |

### Nowa Zelandia
Trener:  Ricki Herbert (ur. 10 kwietnia 1961)
| Nr | Pozycja | Zawodnik           | Data urodzenia (wiek)     | Mecze | Bramki | Klub                   |
| -- | ------- | ------------------ | ------------------------- | ----- | ------ | ---------------------- |
| 1  | BR      | Mark Paston        | 13 grudnia 1976 (33)      | 25    | 0      | Wellington Phoenix     |
| 2  | OB      | Ben Sigmund        | 3 lutego 1981 (29)        | 14    | 1      | Wellington Phoenix     |
| 3  | OB      | Tony Lochhead      | 12 stycznia 1982 (28)     | 32    | 0      | Wellington Phoenix     |
| 4  | OB      | Winston Reid       | 3 lipca 1988 (21)         | 5     | 1      | FC Midtjylland         |
| 5  | OB      | Ivan Vicelich      | 3 września 1976 (33)      | 68    | 6      | Auckland City FC       |
| 6  | OB      | Ryan Nelsen (k)    | 18 października 1977 (32) | 43    | 6      | Blackburn Rovers       |
| 7  | PM      | Simon Elliott      | 10 czerwca 1974 (36)      | 65    | 6      | Bez klubu              |
| 8  | PM      | Tim Brown          | 6 marca 1981 (29)         | 25    | 0      | Wellington Phoenix     |
| 9  | NP      | Shane Smeltz       | 29 września 1981 (28)     | 32    | 17     | Gold Coast United      |
| 10 | NP      | Chris Killen       | 8 października 1981 (28)  | 33    | 11     | Middlesbrough          |
| 11 | PM      | Leo Bertos         | 20 grudnia 1981 (28)      | 36    | 0      | Wellington Phoenix     |
| 12 | BR      | Glen Moss          | 19 stycznia 1983 (27)     | 15    | 0      | Melbourne Victory      |
| 13 | PM      | Andrew Barron      | 24 grudnia 1980 (29)      | 12    | 1      | Team Wellington        |
| 14 | NP      | Rory Fallon        | 20 marca 1982 (28)        | 9     | 3      | Plymouth Argyle        |
| 15 | PM      | Michael McGlinchey | 7 stycznia 1987 (23)      | 5     | 0      | Central Coast Mariners |
| 16 | PM      | Aaron Clapham      | 15 stycznia 1987 (23)     | 0     | 0      | Canterbury United      |
| 17 | PM      | David Mulligan     | 24 marca 1982 (28)        | 25    | 3      | Bez klubu              |
| 18 | OB      | Andrew Boyens      | 18 września 1983 (26)     | 15    | 0      | Red Bull New York      |
| 19 | OB      | Tommy Smith        | 31 marca 1990 (20)        | 6     | 0      | Ipswich Town           |
| 20 | NP      | Chris Wood         | 7 grudnia 1991 (18)       | 11    | 0      | West Bromwich Albion   |
| 21 | PM      | Jeremy Christie    | 22 maja 1983 (27)         | 24    | 1      | FC Tampa Bay           |
| 22 | PM      | Jeremy Brockie     | 7 października 1987 (22)  | 18    | 0      | Newcastle Jets         |
| 23 | BR      | James Bannatyne    | 30 czerwca 1975 (34)      | 3     | 0      | Team Wellington        |

### Słowacja
Trener:  Vladimír Weiss (ur. 22 września 1964)
| Nr | Pozycja | Zawodnik          | Data urodzenia (wiek)     | Mecze | Bramki | Klub                     |
| -- | ------- | ----------------- | ------------------------- | ----- | ------ | ------------------------ |
| 1  | BR      | Ján Mucha         | 5 grudnia 1982 (27)       | 17    | 0      | Legia Warszawa           |
| 2  | OB      | Peter Pekarík     | 30 października 1986 (23) | 22    | 1      | VfL Wolfsburg            |
| 3  | OB      | Martin Škrtel     | 15 grudnia 1984 (25)      | 41    | 5      | Liverpool F.C.           |
| 4  | OB      | Marek Čech        | 26 stycznia 1983 (27)     | 42    | 5      | West Bromwich Albion     |
| 5  | OB      | Radoslav Zabavník | 16 września 1980 (29)     | 45    | 1      | 1. FSV Mainz 05          |
| 6  | PM      | Zdeno Štrba       | 9 czerwca 1976 (34)       | 23    | 0      | Skoda Ksanti             |
| 7  | PM      | Vladimír Weiss    | 30 listopada 1989 (20)    | 11    | 0      | Manchester City          |
| 8  | PM      | Ján Kozák         | 22 kwietnia 1980 (30)     | 24    | 2      | FC Timiszoara            |
| 9  | NP      | Stanislav Šesták  | 16 grudnia 1982 (27)      | 35    | 11     | VfL Bochum               |
| 10 | PM      | Marek Sapara      | 31 lipca 1982 (27)        | 24    | 2      | MKE Ankaragücü           |
| 11 | NP      | Róbert Vittek     | 1 kwietnia 1982 (28)      | 72    | 20     | MKE Ankaragücü           |
| 12 | BR      | Dušan Perniš      | 28 listopada 1984 (25)    | 2     | 0      | Dundee United            |
| 13 | NP      | Filip Hološko     | 17 stycznia 1984 (26)     | 39    | 5      | Beşiktaş JK              |
| 14 | NP      | Martin Jakubko    | 26 lutego 1980 (30)       | 22    | 4      | Saturn Ramienskoje       |
| 15 | PM      | Miroslav Stoch    | 19 października 1989 (20) | 14    | 1      | Fenerbahçe SK            |
| 16 | OB      | Ján Ďurica        | 10 grudnia 1981 (28)      | 39    | 1      | Lokomotiw Moskwa         |
| 17 | PM      | Marek Hamšík (k)  | 27 lipca 1987 (22)        | 34    | 8      | SSC Napoli               |
| 18 | NP      | Erik Jendrišek    | 26 października 1986 (23) | 16    | 2      | Schalke 04 Gelsenkirchen |
| 19 | PM      | Juraj Kucka       | 26 lutego 1987 (23)       | 7     | 0      | Sparta Praga             |
| 20 | PM      | Kamil Kopúnek     | 18 maja 1984 (26)         | 9     | 1      | Spartak Trnawa           |
| 21 | OB      | Kornel Saláta     | 24 stycznia 1985 (25)     | 5     | 0      | Slovan Bratysława        |
| 22 | OB      | Martin Petráš     | 2 listopada 1979 (30)     | 38    | 1      | AC Cesena                |
| 23 | BR      | Dušan Kuciak      | 21 maja 1985 (25)         | 3     | 0      | FC Vaslui                |

## Grupa G

### Brazylia
Trener:  Dunga (ur. 31 października 1963)
| Nr | Pozycja | Zawodnik       | Data urodzenia (wiek)     | Mecze | Bramki | Klub              |
| -- | ------- | -------------- | ------------------------- | ----- | ------ | ----------------- |
| 1  | BR      | Júlio César    | 3 września 1979 (30)      | 48    | 0      | Inter Mediolan    |
| 2  | OB      | Maicon         | 26 lipca 1981 (28)        | 57    | 5      | Inter Mediolan    |
| 3  | OB      | Lúcio (k)      | 8 maja 1978 (32)          | 91    | 4      | Inter Mediolan    |
| 4  | OB      | Juan           | 1 lutego 1979 (31)        | 74    | 6      | AS Roma           |
| 5  | PM      | Felipe Melo    | 26 czerwca 1983 (26)      | 18    | 2      | Juventus F.C.     |
| 6  | OB      | Michel Bastos  | 2 sierpnia 1983 (26)      | 5     | 1      | Olympique Lyon    |
| 7  | PM      | Elano          | 14 czerwca 1981 (28)      | 43    | 7      | Galatasaray SK    |
| 8  | PM      | Gilberto Silva | 7 października 1976 (33)  | 87    | 3      | Panathinaikos AO  |
| 9  | NP      | Luís Fabiano   | 8 listopada 1980 (29)     | 38    | 25     | Sevilla FC        |
| 10 | PM      | Kaká           | 22 kwietnia 1982 (28)     | 78    | 27     | Real Madryt       |
| 11 | NP      | Robinho        | 25 stycznia 1984 (26)     | 75    | 23     | Santos FC         |
| 12 | BR      | Heurelho Gomes | 15 lutego 1981 (29)       | 11    | 0      | Tottenham Hotspur |
| 13 | OB      | Dani Alves     | 6 maja 1983 (27)          | 35    | 3      | FC Barcelona      |
| 14 | OB      | Luisão         | 13 lutego 1981 (29)       | 41    | 3      | SL Benfica        |
| 15 | OB      | Thiago Silva   | 22 września 1984 (25)     | 8     | 0      | AC Milan          |
| 16 | OB      | Gilberto       | 25 kwietnia 1976 (34)     | 33    | 1      | Cruzeiro EC       |
| 17 | PM      | Josué          | 19 lipca 1979 (30)        | 27    | 1      | VfL Wolfsburg     |
| 18 | PM      | Ramires        | 24 marca 1987 (23)        | 12    | 2      | SL Benfica        |
| 19 | PM      | Júlio Baptista | 1 października 1981 (28)  | 46    | 5      | AS Roma           |
| 20 | PM      | Kléberson      | 19 czerwca 1979 (30)      | 31    | 2      | CR Flamengo       |
| 21 | NP      | Nilmar         | 14 lipca 1984 (25)        | 17    | 8      | Villarreal CF     |
| 22 | BR      | Doni           | 22 października 1979 (30) | 10    | 0      | AS Roma           |
| 23 | NP      | Grafite        | 2 kwietnia 1979 (31)      | 3     | 1      | VfL Wolfsburg     |

### Korea Północna
Trener:  Kim Jong-hun (ur. 1 września 1956)
| Nr | Pozycja | Zawodnik         | Data urodzenia (wiek)     | Mecze | Bramki | Klub                |
| -- | ------- | ---------------- | ------------------------- | ----- | ------ | ------------------- |
| 1  | BR      | Ri Myong-guk     | 9 września 1986 (23)      | 31    | 0      | Pyongyang City      |
| 2  | OB      | Cha Jong-hyok    | 25 września 1985 (24)     | 34    | 0      | Amrokgang Pjongjang |
| 3  | OB      | Ri Jun-il        | 24 sierpnia 1987 (22)     | 29    | 0      | Sobaeksu Kaesŏng    |
| 4  | PM      | Pak Nam-chol     | 2 lipca 1985 (24)         | 36    | 3      | April 25 Namp'o     |
| 5  | OB      | Ri Kwang-chon    | 4 września 1985 (24)      | 44    | 1      | April 25 Namp'o     |
| 6  | NP      | Kim Kum-il       | 10 października 1987 (22) | 13    | 0      | April 25 Namp'o     |
| 7  | NP      | An Chol-hyok     | 27 czerwca 1985 (24)      | 17    | 7      | Rimyongsu           |
| 8  | OB      | Ji Yun-nam       | 20 listopada 1976 (33)    | 26    | 3      | April 25 Namp'o     |
| 9  | NP      | Jong Tae-se      | 2 marca 1984 (26)         | 23    | 15     | Kawasaki Frontale   |
| 10 | NP      | Hong Yong-jo (k) | 22 maja 1982 (28)         | 43    | 11     | FK Rostów           |
| 11 | PM      | Mun In-guk       | 29 września 1978 (31)     | 45    | 6      | April 25 Namp'o     |
| 12 | NP      | Choe Kum-chol    | 9 lutego 1987 (23)        | 17    | 5      | April 25 Namp'o     |
| 13 | OB      | Pak Chol-jin     | 5 września 1985 (24)      | 37    | 0      | Amrokgang Pjongjang |
| 14 | OB      | Pak Nam-chol     | 3 października 1988 (21)  | 14    | 0      | Amrokgang Pjongjang |
| 15 | PM      | Kim Yong-jun     | 19 lipca 1983 (26)        | 52    | 7      | Pyongyang City      |
| 16 | OB      | Nam Song-chol    | 7 maja 1982 (28)          | 43    | 1      | April 25 Namp'o     |
| 17 | PM      | Ahn Young-hak    | 25 października 1978 (31) | 25    | 2      | Omiya Ardija        |
| 18 | BR      | Kim Myong-gil    | 16 października 1984 (25) | 11    | 0      | Amrokgang Pjongjang |
| 19 | PM      | Ri Chol-myong    | 18 lutego 1988 (22)       | 11    | 1      | Pyongyang City      |
| 20 | BR      | Kim Myong-won    | 15 lipca 1983 (26)        | 9     | 0      | Amrokgang Pjongjang |
| 21 | OB      | Ri Kwang-hyok    | 17 sierpnia 1987 (22)     | 15    | 0      | Kyonggongop         |
| 22 | PM      | Kim Kyong-il     | 11 grudnia 1988 (21)      | 7     | 0      | Rimyongsu           |
| 23 | PM      | Pak Sung-hyok    | 30 maja 1990 (20)         | 3     | 0      | Sobaeksu Kaesŏng    |

### Wybrzeże Kości Słoniowej
Trener:  Sven-Göran Eriksson (ur. 5 lutego 1948)
| Nr | Pozycja | Zawodnik           | Data urodzenia (wiek)  | Mecze | Bramki | Klub                          |
| -- | ------- | ------------------ | ---------------------- | ----- | ------ | ----------------------------- |
| 1  | BR      | Boubacar Barry     | 30 grudnia 1979 (30)   | 43    | 0      | KSC Lokeren                   |
| 2  | OB      | Benjamin Angoua    | 28 listopada 1986 (23) | 7     | 1      | Valenciennes FC               |
| 3  | OB      | Arthur Boka        | 2 kwietnia 1983 (27)   | 54    | 1      | VfB Stuttgart                 |
| 4  | OB      | Kolo Touré         | 19 marca 1981 (29)     | 77    | 2      | Manchester City               |
| 5  | PM      | Didier Zokora      | 14 grudnia 1980 (29)   | 79    | 1      | FC Sevilla                    |
| 6  | OB      | Steve Gohouri      | 8 lutego 1981 (29)     | 11    | 3      | Wigan Athletic                |
| 7  | NP      | Seydou Doumbia     | 31 grudnia 1987 (22)   | 5     | 2      | CSKA Moskwa                   |
| 8  | NP      | Salomon Kalou      | 5 sierpnia 1985 (24)   | 28    | 11     | Chelsea F.C.                  |
| 9  | PM      | Cheik Tioté        | 21 czerwca 1986 (23)   | 9     | 0      | FC Twente                     |
| 10 | NP      | Gervinho           | 27 maja 1987 (23)      | 14    | 4      | Lille OSC                     |
| 11 | NP      | Didier Drogba (k)  | 11 marca 1978 (32)     | 67    | 44     | Chelsea F.C.                  |
| 12 | PM      | Jean-Jacques Gosso | 15 marca 1983 (27)     | 7     | 0      | AS Monaco                     |
| 13 | PM      | Romaric            | 4 czerwca 1983 (27)    | 39    | 2      | FC Sevilla                    |
| 14 | PM      | Emmanuel Koné      | 31 grudnia 1986 (23)   | 12    | 0      | Internațional Curtea de Argeș |
| 15 | NP      | Aruna Dindane      | 26 listopada 1980 (29) | 55    | 16     | RC Lens                       |
| 16 | BR      | Aristide Zogbo     | 30 grudnia 1981 (28)   | 6     | 0      | Maccabi Netanja               |
| 17 | OB      | Siaka Tiéné        | 22 marca 1982 (28)     | 53    | 2      | Valenciennes FC               |
| 18 | NP      | Abdul Kader Keïta  | 6 sierpnia 1981 (28)   | 53    | 11     | Galatasaray SK                |
| 19 | PM      | Yaya Touré         | 13 maja 1983 (27)      | 46    | 5      | FC Barcelona                  |
| 20 | OB      | Guy Demel          | 13 czerwca 1981 (28)   | 20    | 0      | Hamburger SV                  |
| 21 | OB      | Emmanuel Eboué     | 4 czerwca 1983 (27)    | 51    | 1      | Arsenal F.C.                  |
| 22 | OB      | Souleymane Bamba   | 13 stycznia 1985 (25)  | 17    | 2      | Hibernian                     |
| 23 | BR      | Daniel Yeboah      | 13 listopada 1984 (25) | 4     | 0      | ASEC Mimosas                  |

### Portugalia
Trener:  Carlos Queiroz (ur. 1 marca 1953)
| Nr | Pozycja | Zawodnik              | Data urodzenia (wiek)                        | Mecze | Bramki | Klub                         |
| -- | ------- | --------------------- | -------------------------------------------- | ----- | ------ | ---------------------------- |
| 1  | BR      | Eduardo               | 19 września 1982 (27)                        | 13    | 0      | SC Braga                     |
| 2  | OB      | Bruno Alves           | 27 listopada 1981 (28)                       | 29    | 5      | FC Porto                     |
| 3  | OB      | Paulo Ferreira        | 18 stycznia 1979 (31)                        | 59    | 0      | Chelsea F.C.                 |
| 4  | OB      | Rolando               | 31 sierpnia 1985 (24)                        | 8     | 0      | FC Porto                     |
| 5  | OB      | Duda                  | 27 czerwca 1980 (29)                         | 15    | 1      | Málaga CF                    |
| 6  | OB      | Ricardo Carvalho      | 15 maja 1978 (32)                            | 62    | 4      | Chelsea F.C.                 |
| 7  | NP      | Cristiano Ronaldo (k) | 5 lutego 1985 (25)                           | 70    | 22     | Real Madryt                  |
| 8  | PM      | Pedro Mendes          | 26 lutego 1979 (31)                          | 6     | 0      | Sporting CP                  |
| 9  | NP      | Liédson               | 17 grudnia 1977 (32)                         | 8     | 3      | Sporting CP                  |
| 10 | NP      | Danny                 | 7 sierpnia 1983 (26)                         | 9     | 1      | Zenit Petersburg             |
| 11 | NP      | Simão Sabrosa         | 31 października 1979 (30)                    | 79    | 21     | Atlético Madryt              |
| 12 | BR      | Beto                  | 1 maja 1982 (28)                             | 1     | 0      | FC Porto                     |
| 13 | OB      | Miguel                | 4 stycznia 1980 (30)                         | 57    | 1      | Valencia CF                  |
| 14 | PM      | Miguel Veloso         | 11 maja 1986 (24)                            | 11    | 1      | Sporting CP                  |
| 15 | PM      | Pepe                  | 26 lutego 1983 (27)                          | 25    | 2      | Real Madryt                  |
| 16 | PM      | Raul Meireles         | 17 marca 1983 (27)                           | 33    | 3      | FC Porto                     |
| 17 | PM      | Nani Rúben Amorim     | 17 listopada 1986 (23) 27 stycznia 1985 (25) | 36 0  | 6 0    | Manchester United SL Benfica |
| 18 | NP      | Hugo Almeida          | 23 maja 1984 (26)                            | 26    | 8      | Werder Brema                 |
| 19 | PM      | Tiago                 | 2 maja 1981 (29)                             | 50    | 1      | Atlético Madryt              |
| 20 | PM      | Deco                  | 27 sierpnia 1977 (32)                        | 72    | 5      | Chelsea F.C.                 |
| 21 | OB      | Ricardo Costa         | 16 maja 1981 (29)                            | 7     | 0      | Lille OSC                    |
| 22 | BR      | Daniel Fernandes      | 25 września 1983 (26)                        | 2     | 0      | Iraklis Saloniki             |
| 23 | OB      | Fábio Coentrão        | 11 marca 1988 (22)                           | 2     | 0      | SL Benfica                   |

## Grupa H

### Hiszpania
Trener:  Vicente del Bosque (ur. 23 grudnia 1950)
| Nr | Pozycja | Zawodnik                | Data urodzenia (wiek)  | Mecze | Bramki | Klub            |
| -- | ------- | ----------------------- | ---------------------- | ----- | ------ | --------------- |
| 1  | BR      | Iker Casillas (k)       | 20 maja 1981 (29)      | 104   | 0      | Real Madryt     |
| 2  | OB      | Raúl Albiol             | 4 września 1985 (24)   | 23    | 0      | Real Madryt     |
| 3  | OB      | Gerard Piqué            | 2 lutego 1987 (23)     | 16    | 4      | FC Barcelona    |
| 4  | OB      | Carlos Marchena         | 31 lipca 1979 (30)     | 57    | 2      | Valencia CF     |
| 5  | OB      | Carles Puyol            | 13 kwietnia 1978 (32)  | 83    | 2      | FC Barcelona    |
| 6  | PM      | Andrés Iniesta          | 11 maja 1984 (26)      | 43    | 6      | FC Barcelona    |
| 7  | NP      | David Villa             | 3 grudnia 1981 (28)    | 58    | 38     | FC Barcelona    |
| 8  | PM      | Xavi Hernandez          | 21 lutego 1980 (30)    | 86    | 8      | FC Barcelona    |
| 9  | NP      | Fernando Torres         | 20 marca 1984 (26)     | 73    | 24     | Liverpool FC    |
| 10 | PM      | Cesc Fàbregas           | 4 maja 1987 (23)       | 50    | 6      | Arsenal FC      |
| 11 | OB      | Joan Capdevila          | 3 lutego 1978 (32)     | 45    | 4      | Villarreal CF   |
| 12 | BR      | Víctor Valdés           | 14 stycznia 1982 (28)  | 1     | 0      | FC Barcelona    |
| 13 | NP      | Juan Mata               | 28 kwietnia 1988 (22)  | 7     | 3      | Valencia CF     |
| 14 | PM      | Xabi Alonso             | 25 listopada 1981 (28) | 69    | 9      | Real Madryt     |
| 15 | OB      | Sergio Ramos            | 30 marca 1986 (24)     | 60    | 5      | Real Madryt     |
| 16 | PM      | Sergio Busquets         | 16 lipca 1988 (21)     | 13    | 0      | FC Barcelona    |
| 17 | OB      | Álvaro Arbeloa          | 17 stycznia 1983 (27)  | 15    | 0      | Real Madryt     |
| 18 | NP      | Pedro Rodríguez Ledesma | 28 lipca 1987 (22)     | 3     | 1      | FC Barcelona    |
| 19 | NP      | Fernando Llorente       | 26 lutego 1985 (25)    | 7     | 3      | Athletic Bilbao |
| 20 | PM      | Javi Martínez           | 2 września 1988 (21)   | 2     | 0      | Athletic Bilbao |
| 21 | PM      | David Silva             | 8 stycznia 1986 (24)   | 36    | 7      | Manchester City |
| 22 | NP      | Jesús Navas             | 21 listopada 1985 (24) | 6     | 1      | Sevilla FC      |
| 23 | BR      | Pepe Reina              | 31 sierpnia 1982 (27)  | 20    | 0      | Liverpool FC    |

### Szwajcaria
Trener:  Ottmar Hitzfeld (ur. 12 stycznia 1949)
| Nr | Pozycja | Zawodnik             | Data urodzenia (wiek)     | Mecze | Bramki | Klub                |
| -- | ------- | -------------------- | ------------------------- | ----- | ------ | ------------------- |
| 1  | BR      | Diego Benaglio       | 8 września 1983 (26)      | 26    | 0      | VfL Wolfsburg       |
| 2  | OB      | Stephan Lichtsteiner | 16 stycznia 1984 (26)     | 27    | 0      | S.S. Lazio          |
| 3  | OB      | Ludovic Magnin       | 20 kwietnia 1979 (31)     | 63    | 3      | FC Zürich           |
| 4  | OB      | Philippe Senderos    | 14 lutego 1985 (25)       | 39    | 5      | Fulham FC           |
| 5  | OB      | Steve von Bergen     | 10 czerwca 1983 (27)      | 11    | 0      | Hertha BSC          |
| 6  | PM      | Benjamin Huggel      | 7 lipca 1977 (32)         | 37    | 2      | FC Basel            |
| 7  | PM      | Tranquillo Barnetta  | 22 maja 1985 (25)         | 51    | 6      | Bayer 04 Leverkusen |
| 8  | PM      | Gökhan İnler         | 27 czerwca 1984 (25)      | 35    | 2      | Udinese Calcio      |
| 9  | NP      | Alexander Frei (k)   | 15 lipca 1979 (30)        | 74    | 40     | FC Basel            |
| 10 | NP      | Blaise Nkufo         | 25 maja 1975 (35)         | 30    | 7      | Seattle Sounders    |
| 11 | PM      | Valon Behrami        | 19 kwietnia 1985 (25)     | 27    | 2      | West Ham United     |
| 12 | BR      | Marco Wölfli         | 22 sierpnia 1982 (27)     | 5     | 0      | FC Zürich           |
| 13 | OB      | Stéphane Grichting   | 30 marca 1979 (31)        | 34    | 1      | AJ Auxerre          |
| 14 | PM      | Marco Padalino       | 8 grudnia 1983 (26)       | 7     | 1      | UC Sampdoria        |
| 15 | PM      | Hakan Yakın          | 22 lutego 1977 (33)       | 81    | 20     | FC Luzern           |
| 16 | PM      | Gelson Fernandes     | 2 września 1986 (23)      | 23    | 2      | Saint-Etienne       |
| 17 | OB      | Reto Ziegler         | 16 stycznia 1986 (24)     | 11    | 1      | UC Sampdoria        |
| 18 | NP      | Albert Bunjaku       | 29 listopada 1983 (26)    | 3     | 0      | 1. FC Nürnberg      |
| 19 | NP      | Eren Derdiyok        | 12 czerwca 1988 (22)      | 20    | 2      | Bayer 04 Leverkusen |
| 20 | PM      | Pirmin Schwegler     | 9 marca 1987 (23)         | 3     | 0      | Eintracht Frankfurt |
| 21 | BR      | Johnny Leoni         | 30 czerwca 1984 (25)      | 0     | 0      | FC Zürich           |
| 22 | OB      | Mario Eggimann       | 24 stycznia 1981 (29)     | 9     | 0      | Hannover 96         |
| 23 | PM      | Xherdan Shaqiri      | 10 października 1991 (18) | 2     | 0      | FC Basel            |

### Honduras
Trener:  Reinaldo Rueda (ur. 3 lutego 1957)
| Nr | Pozycja | Zawodnik            | Data urodzenia (wiek)     | Mecze | Bramki | Klub                       |
| -- | ------- | ------------------- | ------------------------- | ----- | ------ | -------------------------- |
| 1  | BR      | Ricardo Canales     | 30 maja 1982 (28)         | 2     | 0      | Motagua Tegucigalpa        |
| 2  | OB      | Osman Chávez        | 29 lipca 1984 (25)        | 27    | 0      | Platense Puerto Cortés     |
| 3  | OB      | Maynor Figueroa     | 2 maja 1983 (27)          | 67    | 2      | Wigan Athletic             |
| 4  | OB      | Johnny Palacios     | 20 grudnia 1986 (23)      | 7     | 0      | Olimpia Tegucigalpa        |
| 5  | OB      | Víctor Bernárdez    | 24 maja 1982 (28)         | 41    | 2      | RSC Anderlecht             |
| 6  | PM      | Hendry Thomas       | 23 lutego 1985 (25)       | 40    | 2      | Wigan Athletic             |
| 7  | PM      | Ramón Núñez         | 14 listopada 1985 (24)    | 27    | 3      | Olimpia Tegucigalpa        |
| 8  | PM      | Wilson Palacios     | 29 lipca 1984 (25)        | 69    | 5      | Tottenham Hotspur F.C.     |
| 9  | NP      | Carlos Pavón        | 30 października 1973 (36) | 99    | 57     | Real Espana San Pedro Sula |
| 10 | PM      | Julio César de León | 13 września 1979 (30)     | 75    | 16     | Torino FC                  |
| 11 | NP      | David Suazo         | 5 listopada 1979 (30)     | 51    | 16     | Genoa C.F.C.               |
| 12 | NP      | Georgie Welcome     | 9 marca 1985 (25)         | 13    | 3      | Motagua Tegucigalpa        |
| 13 | NP      | Roger Espinoza      | 25 października 1986 (23) | 11    | 2      | Kansas City Wizards        |
| 14 | OB      | Óscar Boniek García | 4 września 1984 (25)      | 42    | 2      | Olimpia Tegucigalpa        |
| 15 | NP      | Walter Martínez     | 28 marca 1982 (28)        | 35    | 1      | Marathón San Pedro Sula    |
| 16 | OB      | Mauricio Sabillón   | 11 listopada 1978 (31)    | 25    | 0      | Hangzhou                   |
| 17 | PM      | Edgar Álvarez       | 1 sierpnia 1980 (29)      | 47    | 3      | AS Bari                    |
| 18 | BR      | Noel Valladares     | 3 maja 1977 (33)          | 73    | 0      | Olimpia Tegucigalpa        |
| 19 | PM      | Danilo Turcios      | 8 maja 1978 (32)          | 82    | 7      | Olimpia Tegucigalpa        |
| 20 | PM      | Amado Guevara (k)   | 2 maja 1976 (34)          | 133   | 29     | Motagua Tegucigalpa        |
| 21 | OB      | Emilio Izaguirre    | 10 maja 1986 (24)         | 40    | 1      | Motagua Tegucigalpa        |
| 22 | BR      | Donis Escober       | 3 lutego 1981 (29)        | 11    | 0      | Olimpia Tegucigalpa        |
| 23 | OB      | Sergio Mendoza      | 23 maja 1981 (29)         | 47    | 1      | Motagua Tegucigalpa        |

### Chile
Trener:  Marcelo Bielsa (ur. 21 lipca 1955)
| Nr | Pozycja | Zawodnik          | Data urodzenia (wiek)     | Mecze | Bramki | Klub                    |
| -- | ------- | ----------------- | ------------------------- | ----- | ------ | ----------------------- |
| 1  | BR      | Claudio Bravo (k) | 13 kwietnia 1983 (27)     | 41    | 0      | Real Sociedad           |
| 2  | OB      | Ismael Fuentes    | 4 sierpnia 1981 (28)      | 26    | 1      | CD Universidad Católica |
| 3  | OB      | Waldo Ponce       | 12 kwietnia 1982 (28)     | 23    | 2      | CD Universidad Católica |
| 4  | OB      | Mauricio Isla     | 12 czerwca 1988 (22)      | 10    | 0      | Udinese Calcio          |
| 5  | OB      | Pablo Contreras   | 11 września 1978 (31)     | 44    | 1      | PAOK FC                 |
| 6  | PM      | Carlos Carmona    | 21 lutego 1987 (23)       | 18    | 0      | Reggina Calcio          |
| 7  | NP      | Alexis Sánchez    | 19 grudnia 1988 (21)      | 29    | 11     | Udinese Calcio          |
| 8  | PM      | Arturo Vidal      | 22 maja 1987 (23)         | 23    | 1      | Bayer 04 Leverkusen     |
| 9  | NP      | Humberto Suazo    | 10 maja 1981 (29)         | 42    | 18     | Real Saragossa          |
| 10 | PM      | Jorge Valdivia    | 19 października 1983 (26) | 38    | 4      | Al Ain FC               |
| 11 | PM      | Mark González     | 10 lipca 1984 (25)        | 30    | 3      | CSKA Moskwa             |
| 12 | BR      | Miguel Pinto      | 4 lipca 1983 (26)         | 13    | 0      | CD Universidad Católica |
| 13 | PM      | Marco Estrada     | 28 maja 1983 (27)         | 21    | 1      | Montpellier HSC         |
| 14 | PM      | Matías Fernández  | 15 maja 1986 (24)         | 29    | 7      | Sporting CP             |
| 15 | NP      | Jean Beausejour   | 1 czerwca 1984 (26)       | 22    | 1      | Club América            |
| 16 | NP      | Fabián Orellana   | 27 stycznia 1986 (24)     | 16    | 2      | Xerez CD                |
| 17 | OB      | Gary Medel        | 3 sierpnia 1987 (22)      | 21    | 3      | Boca Juniors            |
| 18 | OB      | Gonzalo Jara      | 29 sierpnia 1985 (24)     | 30    | 3      | West Bromwich Albion    |
| 19 | PM      | Gonzalo Fierro    | 21 marca 1983 (27)        | 17    | 1      | CR Flamengo             |
| 20 | PM      | Rodrigo Millar    | 3 listopada 1981 (28)     | 19    | 1      | CSD Colo-Colo           |
| 21 | PM      | Rodrigo Tello     | 14 października 1979 (30) | 34    | 3      | Beşiktaş JK             |
| 22 | NP      | Esteban Paredes   | 1 sierpnia 1980 (29)      | 13    | 5      | CSD Colo-Colo           |
| 23 | BR      | Luis Marin        | 18 maja 1983 (27)         | 3     | 0      | Unión Española          |